# Guerra civile americana
La guerra civile americana, nota anche come guerra civile statunitense o  guerra di secessione statunitense, fu un conflitto combattuto dal 12 aprile 1861 al 23 giugno 1865 (l'ultima battaglia terminò il 13 maggio 1865) fra gli Stati Uniti d'America e gli Stati Confederati d'America, entità politica sorta dalla riunione confederale di Stati secessionisti dall'Unione.
Nelle elezioni presidenziali del 1860 i Repubblicani guidati da Abraham Lincoln sostennero la proibizione della schiavitù in tutti i territori degli Stati Uniti d'America, una proposta che gli Stati del Sud accolsero come una violazione dei loro diritti costituzionali. Il Partito Repubblicano, che era dominante nel Nord, si assicurò la maggioranza dei voti elettorali e Lincoln divenne il primo presidente degli Stati Uniti d'America repubblicano. Prima del suo insediamento sette Stati del Sud, la cui economia si basava sulle piantagioni di riso, tabacco e soprattutto cotone nelle quali lavorava una manodopera a bassissimo costo costituita da schiavi, nel febbraio 1861 formarono la cosiddetta Confederazione, separandosi dall'Unione. Nei sei mesi antecedenti alla secessione la popolazione di questi Stati aveva la più alta percentuale di schiavi per un totale del 48,7%.
Il 4 marzo 1861 Lincoln dichiarò nel suo primo discorso d'insediamento che la sua amministrazione non avrebbe iniziato una guerra civile. Parlando direttamente agli Stati del Sud ribadì: «[...] non ho alcuno scopo, direttamente o indirettamente, di interferire con l'istituzione della schiavitù negli Stati in cui essa già esiste. Credo di non avere alcun diritto legale di farlo e non ho neppure alcuna inclinazione a farlo». Le forze confederate presero numerosi forti federali all'interno dei territori da loro reclamati. Gli sforzi per trovare un compromesso fallirono ed entrambe le parti si prepararono alla guerra. I Confederati presumevano che i Paesi europei fossero così dipendenti dal cotone da loro esportato che sarebbero intervenuti, ma nessuno lo fece e nessuno riconobbe i nuovi Stati Confederati d'America.
Le ostilità iniziarono il 12 aprile 1861, quando le forze confederate attaccarono Fort Sumter. Mentre nel teatro occidentale l'Unione faceva importanti conquiste permanenti, nel teatro orientale le battaglie dei primi anni si dimostrarono inconcludenti. Le campagne confederate dell'autunno 1862 in Maryland e in Kentucky fallirono. Lincoln promosse il Proclama di emancipazione, che fece divenire l'abolizione della schiavitù un obiettivo della guerra. A ovest, nell'estate del 1862, l'Unione distrusse la marina fluviale della Confederazione, bloccando quindi gran parte dei loro eserciti occidentali e conquistando New Orleans. Nello stesso anno l'assedio di Vicksburg divise i Confederati in due parti separate dal fiume Mississippi e un'incursione del generale confederato Robert Edward Lee a nord si concluse con una disfatta nella battaglia di Gettysburg. I successi occidentali portarono nel 1864 Ulysses S. Grant al comando di tutti gli eserciti dell'Unione. Le ultime battaglie significative della guerra vennero combattute nel contesto dell'assedio di Petersburg. Il tentativo di fuga di Lee si concluse con la sua resa ad Appomattox il 9 aprile 1865. Mentre le azioni militari volgevano al termine, iniziò l'era della ricostruzione in cui si tentò di recuperare l'integrazione nazionale.
La guerra civile americana è stata una delle prime guerre industriali. Le ferrovie, il telegrafo, le navi a vapore e le armi prodotte in serie furono elementi ampiamente impiegati. La mobilitazione delle fabbriche civili, delle miniere, dei cantieri navali, delle banche, dei trasporti e dei fornitori di alimenti dimostrò l'impatto dell'industrializzazione nella guerra, tutti elementi che si sarebbero poi riscontrati anche nella prima guerra mondiale. Tradizionalmente si stima che tra il 1861 e il 1865 vi furono almeno 620000 morti, ma studi recenti sostengono che 750000 soldati siano caduti, con un numero imprecisato di civili. Secondo una stima la guerra causò la morte del 10% di tutti gli uomini degli Stati del Nord tra i venti e i quarantacinque anni e il 30% di tutti gli uomini del Sud tra i diciotto e i quarant'anni.

## Cause della guerra
Le ragioni della guerra civile americana furono complesse e oggetto di dibattito sin dal suo inizio. Il dibattito è stato ulteriormente complicato dall'intento revisionista di alcuni scrittori volto a ridimensionare, nelle motivazioni della secessione, il ruolo della lotta di principio allo schiavismo per dare maggior enfasi agli aspetti legati a un conflitto di economie, differenti tra Nord e Sud della nazione.
I prodromi della guerra civile si ebbero durante la crisi del Bleeding Kansas, tra il 1855 e il 1860, quando quel territorio doveva aderire come nuovo Stato all'Unione, con scontri armati tra miliziani abrogazionisti e schiavisti.
Sebbene non tutti i sudisti lottassero per preservare la schiavitù, la maggior parte degli ufficiali e oltre un terzo della truppa dell'esercito del generale Robert Edward Lee avevano interessi direttamente legati a essa. Per i nordisti, al contrario, la motivazione era principalmente quella di preservare l'Unione, piuttosto che l'abolizione della schiavitù.
Secondo alcuni storici con la presidenza di Abraham Lincoln, la preservazione dell'unità dell'Unione era l'obiettivo della guerra; l'abolizione della schiavitù, che Lincoln vide sempre come una questione cruciale, sarebbe divenuta un ulteriore obiettivo finale. La decisione di Lincoln di emettere il Proclama di emancipazione contrariò sia i Democratici (Copperheads), favorevoli alla pace, sia i Democratici fautori della guerra, ma diede maggiore vigore ai Repubblicani. Affermando che i neri liberi avrebbero inondato il Nord, i Democratici crebbero nelle elezioni del 1862, ma non ottennero il controllo del Congresso. Le contro-argomentazioni dei Repubblicani guadagnarono però consenso e i Democratici furono sconfitti nelle elezioni del 1863 in Ohio, quando provarono a rianimare l'ostilità verso la popolazione di colore.
Una delle cause scatenanti fu anche la decisione da parte degli Stati sudisti di staccarsi dall'Unione nel 1860 e di eleggere un loro presidente, Jefferson Davis.

### La schiavitù

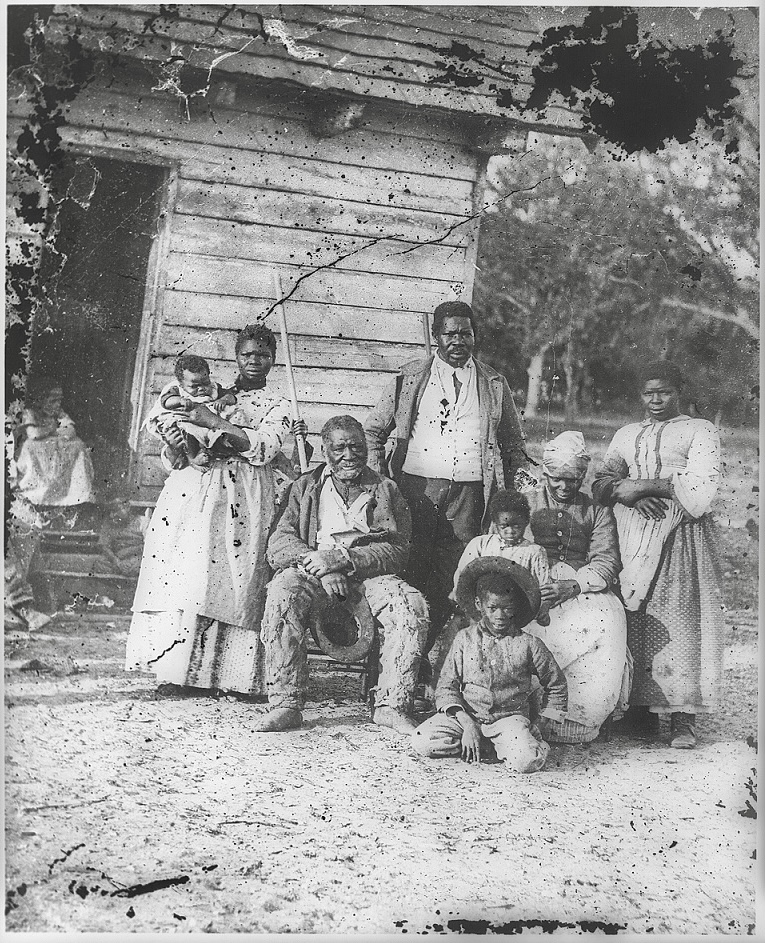
Quattro generazioni di schiavi in una foto scattata durante la guerra di secessione americana, Beaufort, nella Carolina del Sud (1862)

La questione della schiavitù riguardava non solo il modo di trattare gli schiavi, ma anche il fatto che la schiavitù stessa risultava un anacronismo incompatibile con i valori americani e con il sistema economico protetto dalla Costituzione. La strategia del movimento antischiavista, che riguardava principalmente il trattamento degli schiavi, era quella di fermare l'espansione dello schiavismo e di portarlo così alla graduale estinzione.
Il movimento antischiavista negli Stati Uniti aveva le proprie radici nella Dichiarazione d'Indipendenza. La schiavitù fu vietata nei territori del nordovest, con un'apposita ordinanza del 1787. Dal 1804 tutti gli Stati del Nord, ovvero quelli a nord della linea Mason-Dixon, avevano approvato leggi volte ad abolire gradualmente la schiavitù. Nel 1807 il Congresso abolì la tratta internazionale degli schiavi. La schiavitù cominciò a scomparire nella maggior parte degli Stati e nei centri urbani, ma continuava a espandersi negli Stati del profondo Sud, che fondavano la propria economia sulle coltivazioni, come quella del cotone, grazie al basso costo della manodopera costituita da schiavi.
Nonostante i compromessi raggiunti tra il 1820 e il 1850 la questione della schiavitù esplose nel 1854 con il Kansas-Nebraska Act e la formazione del nuovo Partito Repubblicano, che chiedeva la fine della schiavitù nei nuovi territori. Abraham Lincoln, nel suo discorso del 1858, lanciò un appello per fermarne l'ulteriore diffusione. La maggior parte della battaglia politica di quegli anni verté sull'espansione della schiavitù nei nuovi territori. Sia il Nord sia il Sud sapevano bene che, se la schiavitù non si fosse più estesa, avrebbe perso la sua linfa vitale e sarebbe scomparsa.
La paura dei sudisti di perdere il controllo del governo federale in favore delle forze abolizioniste e il risentimento nordista per l'influenza che gli schiavisti esercitavano sullo stesso governo, caratterizzarono la crisi della fine degli anni cinquanta dell'Ottocento. I disaccordi tra abolizionisti e altri gruppi sugli aspetti morali della schiavitù, gli scopi della democrazia e i successi economici del free labor portarono il Whig Party e il Know Nothing al collasso e contemporaneamente alla nascita di nuovi partiti, come il Free Soil Party nel 1848, il Partito Repubblicano nel 1854 e il Constitutional Union Party nel 1860. Nel 1860 l'ultimo partito politico nazionale, il Partito Democratico, si divise lungo linee settoriali.
     Gli Stati Confederati prima del 15 aprile 1861
     Gli Stati Confederati dopo il 15 aprile 1861
     Stati dell'Unione che permettevano la schiavitù
     Stati dell'Unione che avevano abolito la schiavitù
     Territori non ancora suddivisi in stati, sotto il controllo dell'Unione

Situazione degli Stati nel 1861
Gli Stati Confederati prima del 15 aprile 1861
Gli Stati Confederati dopo il 15 aprile 1861
Stati dell'Unione che permettevano la schiavitù
Stati dell'Unione che avevano abolito la schiavitù
Territori non ancora suddivisi in stati, sotto il controllo dell'Unione

Tabella demografica degli Stati schiavisti alla vigilia della guerra (marzo 1861):
- l'Unione aveva 27 477 090 uomini liberi e 3 952 801 uomini ridotti in schiavitù (12,6%)
- Alabama: 529 164 liberi e 435 132 schiavi (45,1%)
- Arkansas: 324 323 liberi e 111 104 schiavi (25,5%)
- Carolina del Nord: 661 586 liberi e 331 081 schiavi (33,3%)
- Carolina del Sud: 301 271 liberi e 402 541 schiavi (57,2%)
- Columbia (distretto): 71 895 liberi e 3 181 schiavi (4,2%)
- Delaware: 110 420 liberi e 1 798 schiavi (1,6%)
- Florida: 78 686 liberi e 61 753 schiavi (43,9%)
- Georgia: 595 097 liberi e 462 300 schiavi (43,7%)
- Kentucky: 930 223 liberi e 225 490 schiavi (19,5%)
- Louisiana: 376 913 liberi e 332 520 schiavi (46,8%)
- Mississippi: 354 699 liberi e 436 696 schiavi (55,2%)
- Missouri: 1 058 352 liberi e 114 965 schiavi (9,8%)
- Nebraska (territorio): 28 832 liberi e 10 schiavi (0,03%)
- Nuovo Messico (territorio): 93 517 liberi e 24 schiavi (0,02%)
- Tennessee: 834 063 liberi e 275 784 schiavi (24,8%)
- Texas: 420 651 liberi e 180 388 schiavi (30,0%)
- Utah (territorio): 40 266 liberi e 29 schiavi (0,07%)
- Virginia: 1 105 196 liberi e 490 887 schiavi (30,8%)

### Le differenze economiche
Tra il 1800 e il 1860 il campanilismo e le differenze tra economia, struttura sociale, usi e valori politici del Nord e del Sud crebbero. Se il Nord industrializzato, prospero e urbanizzato volgeva verso l'abolizione della schiavitù, il Sud basava la propria economia sull'agricoltura (in particolare sulla produzione di cotone) e quindi sull'uso degli schiavi, il cui impiego era sempre più diffuso anche nei territori colonizzati da poco tempo (dall'Alabama al Texas).
Il timore di rivolte degli schiavi creò negli Stati del Sud un sempre più diffuso clima di diffidenza, se non di aperta ostilità, verso la propaganda abolizionista. I politici del Sud iniziarono ad accusare il Nord di abbandonare i veri valori repubblicani dei padri fondatori, molti dei quali (come per esempio George Washington, Thomas Jefferson e James Madison) avevano avuto schiavi al proprio servizio.
La questione dell'accettazione della schiavitù provocò inoltre scissioni tra le principali fedi religiose (soprattutto nelle chiese presbiteriane, battiste e metodiste), che si divisero tra quelle del Nord e del Sud. L'industrializzazione comportò una forte crescita demografica degli Stati del Nord, provocata sia dal fatto che la stragrande maggioranza dei nuovi immigrati provenienti dall'Europa decisero di stabilirsi nelle grandi città del Nord (circa l'85%), sia dalla migrazione dei cittadini americani del Sud.

### Sezionalismo
Con il termine "sezionalismo" ci si riferisce alle diverse economie e strutture sociali, ai differenti costumi e valore politico tra il Nord e il Sud. Tra il 1800 e il 1860 queste differenze si accentuarono, con il Nord che si stava industrializzando e urbanizzando e che rinunciava gradualmente alla schiavitù e investiva nella realizzazione di fabbriche efficienti, mentre il profondo Sud continuava a concentrarsi sulle piantagioni, basate sul lavoro degli schiavi. Tra il 1850 e il 1860 il rifiuto della schiavitù da parte di alcune delle più grandi confessioni religiose della nazione (le chiese metodiste, battiste e presbiteriane) aumentarono le fratture tra Nord e Sud.
Gli storici hanno discusso a lungo su quanto le differenze economiche tra il Nord industrializzato e il Sud agricolo abbiano influito sull'esito della guerra.

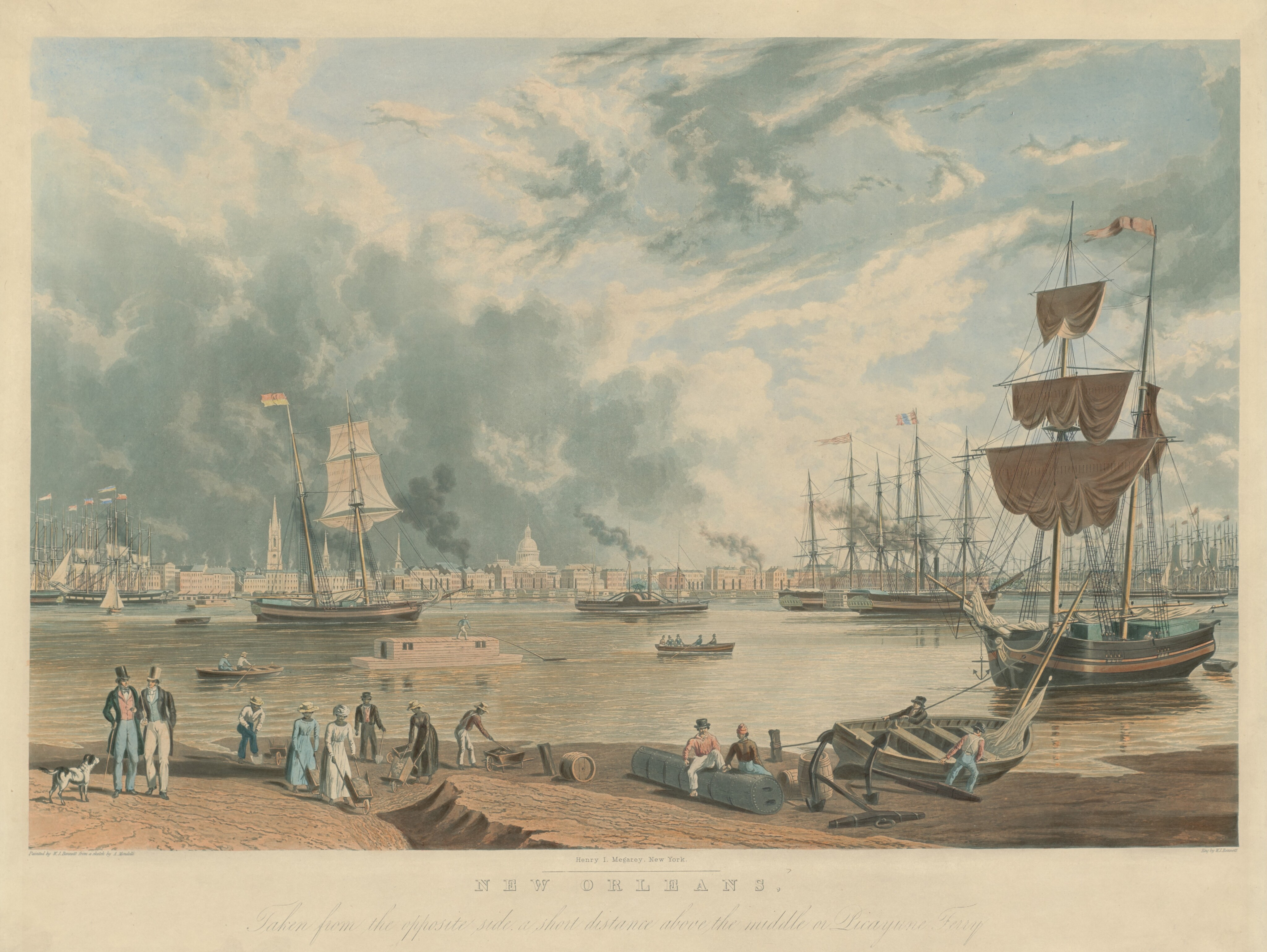
New Orleans, il più grande porto per l'esportazione di cotone

### Protezionismo
Gli Stati del Sud, che facevano ampio ricorso agli schiavi come manodopera a basso costo, ebbero meno necessità di meccanizzare la loro produzione e sostenevano il diritto di vendere il cotone e acquistare manufatti da qualsiasi nazione. Gli Stati del Nord, che avevano fortemente investito nel nascente settore industriale, non erano in grado di competere a pieno titolo con i manufatti delle già avanzate industrie europee e con il cotone a basso costo proveniente dal Sud. In questo modo il Nord era favorevole a un sistema economico di tipo protezionistico, mentre i proprietari delle piantagioni del Sud erano per il libero scambio.
Al Congresso, controllato dai sudisti, i democratici proposero leggi tariffarie nel 1830, 1840 e nel 1850 e ridussero i tassi di interesse, tanto che questi, nel 1857, erano i più bassi dal 1816. I Whigs e i Repubblicani si lamentarono perché ritenevano che tassi più elevati avrebbero stimolato la produzione industriale e la crescita. Gli unici aumenti furono effettuati nel 1861, dopo che i sudisti si erano dimessi dai loro seggi al Congresso. La questione degli interessi è stata citata, a volte, come una delle cause della guerra. Tra il 1860 e il 1861 nessuno dei due schieramenti che avevano proposto compromessi per scongiurare la secessione aveva sollevato la questione degli interessi. I libellisti del Nord e del Sud raramente menzionano gli interessi e quando alcuni lo hanno fatto, per esempio Matthew Fontaine Maury e John Lothrop Motley, generalmente scrivevano per un pubblico straniero.

### Diritti degli Stati
Il Sud sosteneva il diritto di ogni Stato di ottenere la secessione, lasciando l'Unione in qualsiasi momento, in quanto la Costituzione era un accordo tra essi. I nordisti (tra cui il presidente James Buchanan) respinsero questa visione in quanto la consideravano in contrasto con la volontà dei padri fondatori, che vollero la creazione di una unione perpetua.

## Lo svolgimento della guerra
La guerra di secessione americana vide impegnati in modo attivo sia l'esercito, sia la marina; lo svolgimento dettagliato delle operazioni è descritto nelle due voci dedicate.
Geograficamente si possono individuare cinque fronti di guerra:
- Il Teatro Orientale, che comprendeva Virginia, Virginia Occidentale, Maryland, Pennsylvania, il Distretto di Columbia e la costa della Carolina del Nord;
- Il Teatro Occidentale, che in origine comprendeva l'area a est del fiume Mississippi e a ovest della catena montuosa degli Appalachi, fu poi ridefinito nel 1864 con l'inclusione della Georgia e della Carolina;
- Il Teatro Trans-Mississippi, comprendente il Dipartimento Trans-Mississippi (Missouri, Arkansas, Texas, Territorio Indiano e parte della Louisiana) e la parte del Territorio del Nuovo Messico a sud del 34º parallelo;
- Teatro basso litoraneo;
- Teatro della Costa Pacifica, costituito dagli Stati di Nevada, California e Oregon e dai Territori di Washington, Utah e Idaho.

### Billy Yank, soldato unionista

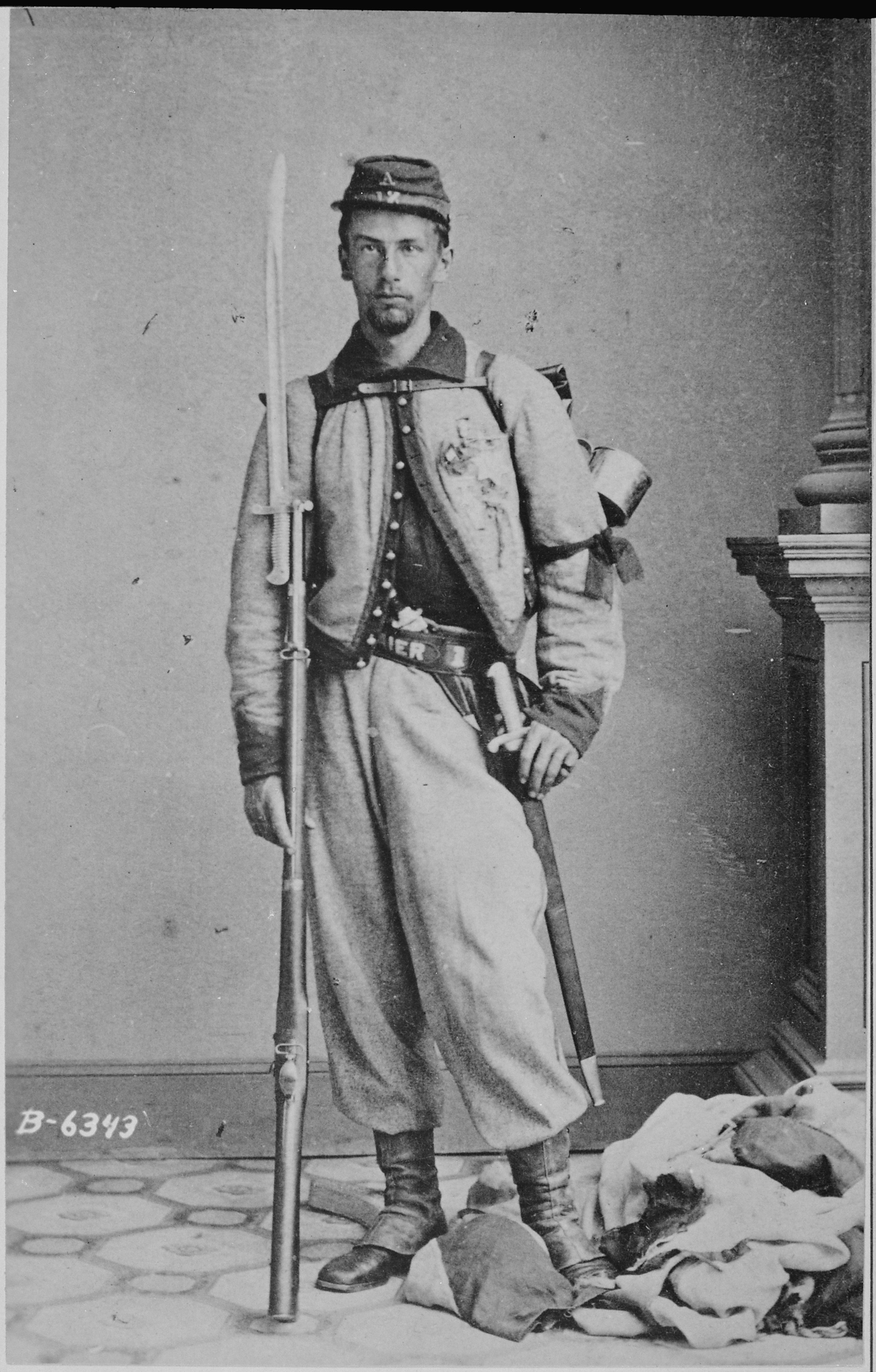
Soldato dell'Unione, 1865

Non fu sulla questione della schiavitù che si mobilitò l'omologo nordista del soldato confederato, soprannominato "Billy Yank". Coloro che si batterono sotto l'uniforme blu per la libertà dei neri erano, in proporzione, meno di uno su mille: gli yankees si arruolarono per vendicare l'insulto fatto alla bandiera dalla "ribellione" confederata e per mantenere la coesione dell'Unione. Non avevano nulla in contrario a che si mettesse fine alla schiavitù, ma ciò che li sosteneva nella battaglia era in primo luogo la sopravvivenza degli Stati Uniti.
La vittoria del 1865, Billy Yank la deve al coraggio e alla determinazione di cui diede prova nonostante le ripetute sconfitte, l'inadeguatezza dei generali, un'opinione pubblica contraria alla guerra e le spaventose perdite di vite umane.

### Johnny Reb, il soldato confederato
La personificazione del soldato confederato, contrapposta alla figura di "Billy Yank", era Johnny Reb, il quale veniva identificato dai patrioti del Sud come l'esempio del valore dei Dixies (come erano soprannominati gli abitanti degli Stati del Sud). Di solito era descritto come un ragazzo non più anziano di quindici anni, umile ma valoroso con addosso un'uniforme di lana grigia. I Dixies diedero il loro contributo alla Confederazione per la sopravvivenza della società rurale del Sud, credendo e combattendo fino alla fine per la Dixieland, ovvero la stessa Confederazione.

### Elementi a vantaggio delle forze confederate

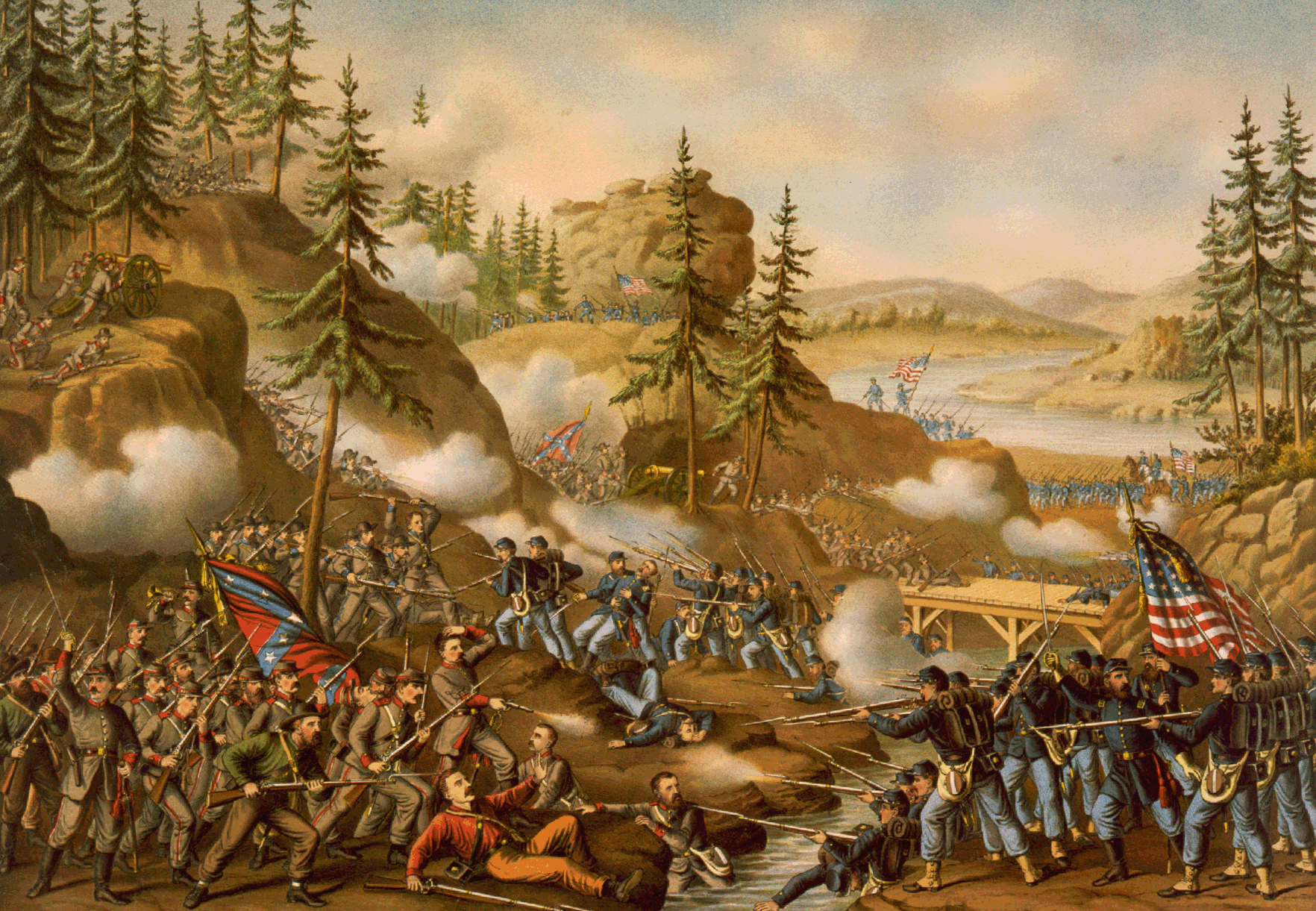
Battaglia di Chattanooga

La società del Sud era assai più aristocratica e militarista di quella del Nord. Proprio a causa della minore industrializzazione, gran parte della popolazione di Dixieland era impegnata nell'agricoltura. I grandi proprietari e i piccoli agricoltori erano abituati, già nella vita civile, a utilizzare armi e a spostarsi a cavallo (per esempio per la caccia). Inoltre le famiglie dei grandi piantatori (soprattutto della Virginia) erano sempre state uno dei maggiori bacini di reclutamento per gli ufficiali.
Gli Stati Uniti all'epoca avevano già una loro storia militare, seppur breve. Molti dei veterani della guerra del 1812, della guerra d'indipendenza del Texas e della guerra contro il Messico vivevano al Sud. I sudisti avevano una tradizione militare migliore di quella dei nordisti. Ciò spiega perché, per la prima metà del conflitto, i sudisti ebbero un netto vantaggio. Potevano contare in gran parte su equipaggiamento britannico, all'epoca considerato il migliore del mondo. Disponevano inoltre di una buona artiglieria francese: i cannoni di tipo napoleonico causarono gravi perdite alle truppe nordiste. Gli inglesi parteggiarono ufficiosamente per i Sudisti, forse per vendicare la guerra d'indipendenza e la guerra del 1812, per quanto la Gran Bretagna fosse antischiavista. I Sudisti disponevano del Corpo dei Ranger, un'ottima unità di cavalleria nata durante la guerra d'indipendenza del Texas, e d'una fanteria assai tenace.
Un problema, avvertito in particolare in West Virginia (all'epoca Virginia occidentale) e in Tennessee, era la presenza in quasi tutte le società del Sud di più o meno ampie porzioni della popolazione bianca leali verso l'Unione, in parte anche perché contrarie alla schiavitù, ma più spesso perché ostili alla secessione e alle élite aristocratiche di schiavisti che gestivano la politica. Le leggi (come anche nell'Unione) permettevano di evitare il servizio militare in cambio del pagamento di un'elevata tassa. Questo faceva ricadere sul popolo minuto il costo della guerra, creando una pesante frattura di classe. Dovendo combattere spesso sul proprio territorio questi fattori determinarono l'insorgenza di piccole bande partigiane filo-unioniste e di grandi gruppi di disertori e renitenti alla leva, in crescita negli ultimi anni del conflitto, con piccole guerre civili all'interno dei singoli Stati, soprattutto lungo gli Appalachi.
Il disfattismo era più forte tra la popolazione civile che tra i militari, anche perché molti civili erano rimasti unionisti nel loro cuore da prima del conflitto, ma dopo il 1862 sentimenti di questo tipo sorsero in tutta la popolazione bianca del Sud, come conseguenza dei primi gravi rovesci militari, a partire dall'armata del Mississippi-Tennessee, dove era attiva la propaganda del gruppo filo-unionista "Peace society", ma ammutinamenti di truppe divennero comuni su tutti i fronti nel 1864, e determinanti per il crollo della Confederazione (come ammesso anche da Lee) nel 1865. Nei Piney woods dell'Alabama e del Mississippi, come in altre zone del paese crescevano movimenti anti-secessionisti come la Peace society, la banda dei Newton Knight, gli Heroes of America della Carolina del Nord, ecc. Inoltre migliaia di bianchi confederati scelsero di combattere per l'Unione, oppure disertarono a favore dell'Unione, oppure si arruolarono dopo essere stati fatti prigionieri. Persino il generale Sherman aveva vissuto la maggior parte della sua vita adulta nel Sud (e aveva posseduto schiavi) eppure fu il più spietato paladino dell'Unione. In totale circa 100 000 bianchi del Sud servirono negli eserciti del Nord nel corso del conflitto, alcuni dopo essere stati contrari alla ribellione e partigiani lealisti nei loro Stati. Combatterono per il Nord: 5 000 bianchi del Nord Carolina, 3 000 dell'Alabama, 7 000 della Louisiana, 10 000 dell'Arkansas, 30 000 della Virginia (soprattutto della parte occidentale, filo-unionista), 42 000 del Tennessee, ecc.
Il più grande svantaggio della Confederazione era però proprio uno dei motivi del conflitto: lo schiavismo. L'inizio della guerra significò un aumento del timore di ribellioni e una minore propensione dei padroni bianchi ad abbandonare le loro fattorie, gli schiavi, soprattutto dopo 6-9 mesi dall'inizio del conflitto, iniziarono ad appoggiare l'Unione in molti modi, anche fuggendo e unendosi ai suoi eserciti. I padroni furono estremamente restii a concedere i propri schiavi per i lavori militari e lo sforzo bellico, cosa che incise ancor di più nella frattura di classe e nella mancanza di solidarietà sociale che contrassegnò la fine della Confederazione.
Verso la fine della guerra il governo confederato avanzò la possibilità di reclutare schiavi neri nell'esercito, sia pure solo dopo l'approvazione dei loro padroni, in cambio della libertà individuale alla fine del servizio militare. Questa norma, pesantemente impopolare e contraria al sentire suprematista bianco di molti confederati, non sortì grandi effetti. I neri "volontari" furono pochissimi (forse meno di 500), anche per la contrarietà dei padroni, nel corso del 1863-1864 questi schiavi si addestrarono tra gli scherni dei soldati regolari, per poi non essere mai impiegati in azione, molti anzi disertarono a favore degli unionisti, come già avevano fatto alcuni battaglioni della milizia della Louisiana reclutati tra i neri liberi e i mulatti liberi. Liberare alcuni schiavi per mantenere l'istituzione della schiavitù si dimostrò una politica fallimentare.

### Strategie della Confederazione
La disparità economica fra i due campi ebbe un'influenza decisiva sulla strategia. L'obiettivo degli Stati Confederati d'America non era tanto quello di conquistare il Nord – cosa che era manifestamente al di sopra delle loro risorse – ma di battersi fino all'esaurimento del Nord, o fino a che un intervento europeo mettesse fine alla guerra. Il presidente della Confederazione, Jefferson Davis, dovette scegliere tra una strategia offensiva, volta a ottenere qualche importante vittoria sul territorio nemico, oppure una strategia difensiva, volta a mantenere lo status quo. Questa seconda linea fu quella adottata, anche se non escludeva eventuali manovre offensive verso Washington, per tentare di umiliare il Nord e fiaccarne lo spirito combattivo. Inoltre era interessante verificare se i quattro Stati schiavisti del Nord (Maryland, Kentucky e Missouri in particolare) avrebbero defezionato in favore della Confederazione; l'idea si dimostrò sbagliata, anche perché questi Stati, pur schiavisti, erano convinti membri dell'Unione e al loro interno avevano un atteggiamento meno rigido verso la schiavitù.
La strategia difensiva della Confederazione era più facile da perseguire rispetto a quella necessariamente offensiva dell'Unione: il Nord per vincere doveva occupare il Sud, al Sud per vincere bastava resistere. Davis doveva anche bilanciare due priorità strategiche contraddittorie: se il teatro orientale era d'una importanza evidente, in quanto dava immediato accesso ad alcune capitali nemiche, la cui eventuale conquista poteva avere delle ripercussioni enormi, anche il teatro occidentale, più vasto, era vitale per l'alimentazione delle forze e per le manovre fra i diversi fronti, dato che le principali strade ferrate della Confederazione attraversavano la regione di Chattanooga - Atlanta.

### Elementi a vantaggio delle forze unioniste

Battaglia di Antietam

Il Nord, ben industrializzato, disponeva di cospicue risorse economiche e di abili uomini d'affari. Era inoltre legato da numerosi contratti con alcuni paesi europei per via degli scambi commerciali. Gli ingegneri del Nord fecero un eccellente lavoro per lo sviluppo di un armamento efficace. Il Nord ebbe i primi treni blindati e le mitragliatrici Gatling, equipaggiò alcuni soldati con fucili a ripetizione Spencer e Henry (antenato del Winchester) e a retrocarica come lo Sharp, e così via.
In cifre grezze il Nord disponeva di una riserva di uomini superiore al Sud, che poterono essere sottoposti a un addestramento più lungo, cosa che il Sud non si poteva permettere. Il Nord poté quindi schierare un esercito professionale composto di volontari ben addestrati e ben equipaggiati.
La marina del Nord era stata originariamente concepita per tenere testa al suo vecchio nemico, la Gran Bretagna. Benché di taglia media all'inizio delle ostilità, con solo 90 navi a vela e a vapore, essa si sviluppò rapidamente, a fine 1862 aveva 386 natanti con 3 027 cannoni, e svolse le sue missioni di blocco e di sostegno alle forze terrestri in maniera soddisfacente. Durante la guerra si videro i primi combattimenti fra corazzate e l'uso dei primi sottomarini (il confederato H.L. Hunley fu il primo a entrare in azione), i quali, pur essendo estremamente pericolosi per i loro equipaggi, affondarono o danneggiarono 28 natanti federali.
Alle truppe sudiste mancarono spesso i rifornimenti (munizioni, cibo, tessuti per le uniformi, ecc.) a causa dei blocchi navali organizzati dagli unionisti. Ciò portò alla malnutrizione dei soldati, all'uso di un vestiario comune fra i soldati e di uno troppo ricercato per gli ufficiali, arrivando addirittura a utilizzare moschetti napoleonici per mancanza di munizioni.
All'inizio del conflitto la guerra fu pensata come uno scontro tra bianchi unionisti e bianchi confederati, il cui destino era riconfermare o sciogliere l'Unione, ma, man mano che la guerra inghiottiva migliaia di vite, fu impossibile non accorgersi che migliaia di afro-americani liberi e schiavi chiedevano di unirsi alle truppe dell'Unione, vincendo le resistenze dei quattro Stati schiavisti dell'Unione. In un primo momento furono soprattutto gli schiavi del Sud a essere utilizzati come ausiliari dai reparti al fronte (per il foraggiamento e come guide e spie), che furono reclutate su iniziativa dei singoli comandanti unionisti nel biennio 1861-62, anche contro i desideri di Lincoln. Molto presto l'Unione scoprì di potere contare su decine di migliaia di reclute, forse prive di qualunque preparazione militare e in molti casi analfabete (era infatti proibito per uno schiavo imparare a leggere), ma volenterose e pronte a combattere per un obiettivo molto concreto: la loro libertà. Dopo il proclama di emancipazione del gennaio 1863 (ma già dopo il Confiscational Act e il Militia Act dell'anno precedente, che, rispettivamente, permettevano l'emancipazione dei neri schiavi dei ribelli e il reclutamento di reparti di colore) questo rivolo costante di reclute s'ingrossò a livelli insperati, permettendo il reclutamento di intere divisioni di truppe di colore. La "logica degli eventi" spinse il governo unionista verso provvedimenti rivoluzionari, contro i quali i sudisti non potevano fare nulla. Anche gli afroamericani liberi del Nord si arruolarono in gran numero, a partire dal 55º reggimento del Massachusetts e del 54º battaglione di colore del medesimo Stato, che in breve divennero dei reparti d'élite. I confederati di solito non prendevano prigionieri di colore, e spesso assassinavano gli ufficiali (bianchi) dei reparti neri (il primo colonnello del 54º Massachusetts fu seppellito in una fossa comune con i suoi soldati di colore come gesto di spregio), questo rese i reparti afroamericani ancora più determinati e coesi, e fece ulteriormente infuriare gli ufficiali unionisti (spesso, in precedenza, piuttosto solidali con le loro controparti meridionali).
Complessivamente, in maggioranza utilizzando ex schiavi fuggiaschi, furono formati oltre 175 reggimenti di USCT (United States Colored Troops) o di state volunteers (colored) per circa 179 000 uomini (circa il 10% delle forze unioniste), cui vanno sommati gli almeno 200 000 schiavi fuggiaschi (uomini, donne e bambini) che aiutarono gli eserciti unionisti con compiti di foraggiamento o nell'edificazione delle fortificazioni e delle strade (stima prudenziale). Se si sommano questi uomini ai circa 100 000 bianchi del Sud che combatterono negli eserciti dell'Unione (oltre ai partigiani), e al numero eccezionale di disertori (entro il 1864 quasi il 50%) che funestò la Confederazione, appare chiaro come la Confederazione si sia corrosa dall'interno, e che lo schiavismo fu uno dei suoi principali punti deboli (oltre all'idea che si stesse facendo una guerra al Nord con il sangue dei bianchi poveri, per difendere i diritti dei ricchi piantatori, proprietari di schiavi, del Sud), permettendo all'Unione di tenere una politica di guerra rivoluzionaria ed emancipazionista.

### Strategie dell'Unione
I leader dell'Unione compresero di non potere sconfiggere il Sud se non conquistandolo. Alle prime operazioni di guerra il tenente generale Winfield Scott presentò il suo piano Anaconda, destinato ad asfissiare il Sud mediante un blocco navale (la quasi totalità dell'US Navy era rimasta nelle mani del governo federale alla dichiarazione di guerra) accompagnato da una manovra da attuare al di sotto del fiume Mississippi per dividere la Confederazione. Questo approccio, lento ma sicuro, tuttavia non ottenne l'approvazione dei politici né quella del popolo, per i quali la parola d'ordine era: «A Richmond!». Essi prendevano più in considerazione l'opinione di Lincoln, che faceva pressione sui suoi generali perché portassero a termine la guerra il più rapidamente possibile. Il suo atteggiamento energico spinse i suoi subordinati a imbarcarsi in progetti verso i quali nutrivano fondati dubbi: distruggere un'armata nelle condizioni geostrategiche dell'America settentrionale era meno facile di quanto Lincoln non volesse ammettere.
La scelta di una strategia che puntava contro un solo obiettivo potrebbe essere stata causata dall'assenza di ufficiali generali capaci poiché l'enorme numero di nuovi arruolati aveva provocato una serie di promozioni ai gradi di ufficiali di soldati privi dell'esperienza necessaria. Gli uomini meritevoli ebbero bisogno di tempo per emergere tra i ranghi ma, grazie alla flessibilità del sistema nordista, uomini come Ulysses Simpson Grant poterono arrivare al grado di generale in pochi anni e, in particolare, Emory Upton (primo ad avere applicato tattiche usate poi nella prima guerra mondiale), che divenne generale all'età di 24 anni.
Ci volle del tempo al Nord per mettere in campo tutta la sua potenza e per riconoscere che sarebbero state necessarie azioni di forza per sconfiggere il Sud. Il Nord deve molto a Grant, che prese il comando delle armate dell'Unione nel marzo del 1864 e annunciò immediatamente la sua intenzione di esercitare la massima pressione contro un unico obiettivo nei territori della Confederazione. Durante gli ultimi dodici mesi di guerra, la strategia dell'Unione diede prova d'una grande modernità, soprattutto nel prendere coscienza che la forza di un belligerante deriva molto dalle sue risorse umane ed economiche.

## Risorse economiche e militari

### Forze presenti e mobilitazione
|                                                                  | Unione                                         | Confederazione                               |
| ---------------------------------------------------------------- | ---------------------------------------------- | -------------------------------------------- |
| Popolazione                                                      | 22 milioni                                     | 9 milioni di cui 3,5 milioni di schiavi neri |
| Popolazione in età da portare le armi (bianchi, da 18 a 45 anni) | ~ 3 500 000 più i neri affrancati              | ~ 1 000                                      |
| Mobilitazione: 1861-1865                                         | 2 778 304 (compresi gli arruolamenti multipli) | 750 000 (stima ufficiale)                    |

- Benché rimasti nell'Unione, quattro Stati rimangono neutrali: Kentucky, California, Minnesota e Oregon.

Effettivi delle forze armate: l'esercito regolare degli Stati Uniti nel 1860 era composto da 16637 militari attivi; nel 1876 i suoi effettivi erano 27442 uomini.
|                   | Unione    | Confederazione | Rapporto |
| ----------------- | --------- | -------------- | -------- |
| Entrata in guerra | 186 000   | 150 000        | 1,24: 1  |
| Fine 1861         | 575 917   | 326 768        | 1,76: 1  |
| Fine 1862         | 918 191   | 449 439        | 2,04: 1  |
| Fine 1863         | 860 737   | 464 646        | 1,85: 1  |
| Fine 1864         | 959 460   | 400 787        | 2,39: 1  |
| 1865              | 1 000 516 | 358 692        | 2,79: 1  |

Queste cifre rappresentano il totale degli effettivi; le diserzioni talvolta raggiunsero il 35% fra gli unionisti e più del 50% fra i confederati.
L'esercito dell'Unione era affiancato dalle Armate del Potomac, la cavalleria del Kentucky, i volontari del Kentucky e dell'Ohio. L'esercito della Confederazione era affiancato dall'Armata del Mississippi, Armata della Virginia del Nord, volontari del Kentucky e della Georgia. Parte dell'opinione pubblica era favorevole ai sudisti: latifondisti cotonieri, aristocratici, parte del Maryland e Baltimora, S. Louis e fino al 1862 il Nuovo Messico, le fazioni prevalenti all'interno delle nazioni Cherokee, Creek, Chickasaw, Choctaw, Natchez, Seminole deportate nell'Oklahoma, le nazioni Comanche e Kiowa, il governo inglese e il governo imperiale messicano di Massimiliano d'Asburgo.
I Democratici americani erano riluttanti ad autorizzare la coscrizione in tempo di pace. La guerra d'indipendenza americana aveva istituito la tradizione d'un esercito misto: una milizia di cittadini rinforzata da un piccolo esercito regolare. Ma durante questa guerra i volontari furono troppo poco numerosi per sostenere le Forze armate tanto della Confederazione quanto dell'Unione, fatto che obbligò il ricorso alla coscrizione per la prima volta nell'aprile 1862 e per la seconda nel marzo 1863.
Il "Conscription Act" non riuscì a fornire all'Unione che il 6% dei suoi effettivi, ma la minaccia della coscrizione, alla quale si aggiungeva la prospettiva dei premi suscitò un arruolamento massiccio di volontari: più d'un milione d'uomini si arruolò nel corso dei due ultimi anni del conflitto.
Presso i Confederati la coscrizione rappresentò il 20% degli effettivi, ma anche in quel caso la paura del reclutamento spinse molti Sudisti ad arruolarsi.

### Economia
Questa guerra fu una delle prime a mettere in opera in grande scala le risorse e i mezzi di trasporto dell'era industriale. Essa prefigurò le guerre del XX secolo con una mobilitazione nazionale che impoverì profondamente le risorse della società civile, tanto che le esigenze del conflitto, sia militari sia economiche, fiaccarono il Nord e prostrarono il Sud. Il Nord disponeva d'un vantaggio considerevole sul suo nemico perché possedeva il 72% delle ferrovie che attraversavano il paese.
Inoltre la sua rete era meglio elaborata, meglio costruita e meglio mantenuta di quella del Sud. Per la prima volta le ferrovie furono impiegate per vasti movimenti di truppe fra i fronti. La superiorità della rete ferroviaria era la prova delle formidabili risorse industriali dell'Unione, e la sua capacità di sostituire immediatamente il materiale perduto si incaricava di annullare le vittorie riportate dalle Armate confederate.
| Trasporti (1860) | Unione    | Confederazione | Totale    |
| ---------------- | --------- | -------------- | --------- |
| Ferrovie (km)    | 35 420    | 13 680         | 49 100    |
| Cavalli          | 4 417 130 | 1 698 328      | 6 115 548 |
| Animali da tiro  | 1 712 320 | 1 657 308      | 3 369 628 |

Gli arsenali dell'Unione, nazionali e privati, produssero circa 50 000 armi leggere da fuoco nel 1860 contro le 2 500 000 durante tutta la guerra. Quanto al Sud, ne importò 600 000 malgrado il blocco, ne fabbricò una parte e ne raccolse una buona parte sul campo di battaglia.
| Industria (1860)             | Unione      | Confederazione | Totale        |
| ---------------------------- | ----------- | -------------- | ------------- |
| Stabilimenti industriali     | 110 274     | 10 026         | 120 300       |
| Investimenti di capitali ($) | 949 335 000 | 100 665 000    | 1 050 000 000 |

| Agricoltura (1860)  | Unione      | Confederazione | Totale      |
| ------------------- | ----------- | -------------- | ----------- |
| Terre coltivate     | 429 662 km² | 231 034 km²    | 660 696 km² |
| Terre non coltivate | 430 937 km² | 566 647 km²    | 997 584 km² |

#### Miseria del Sud e prosperità del Nord

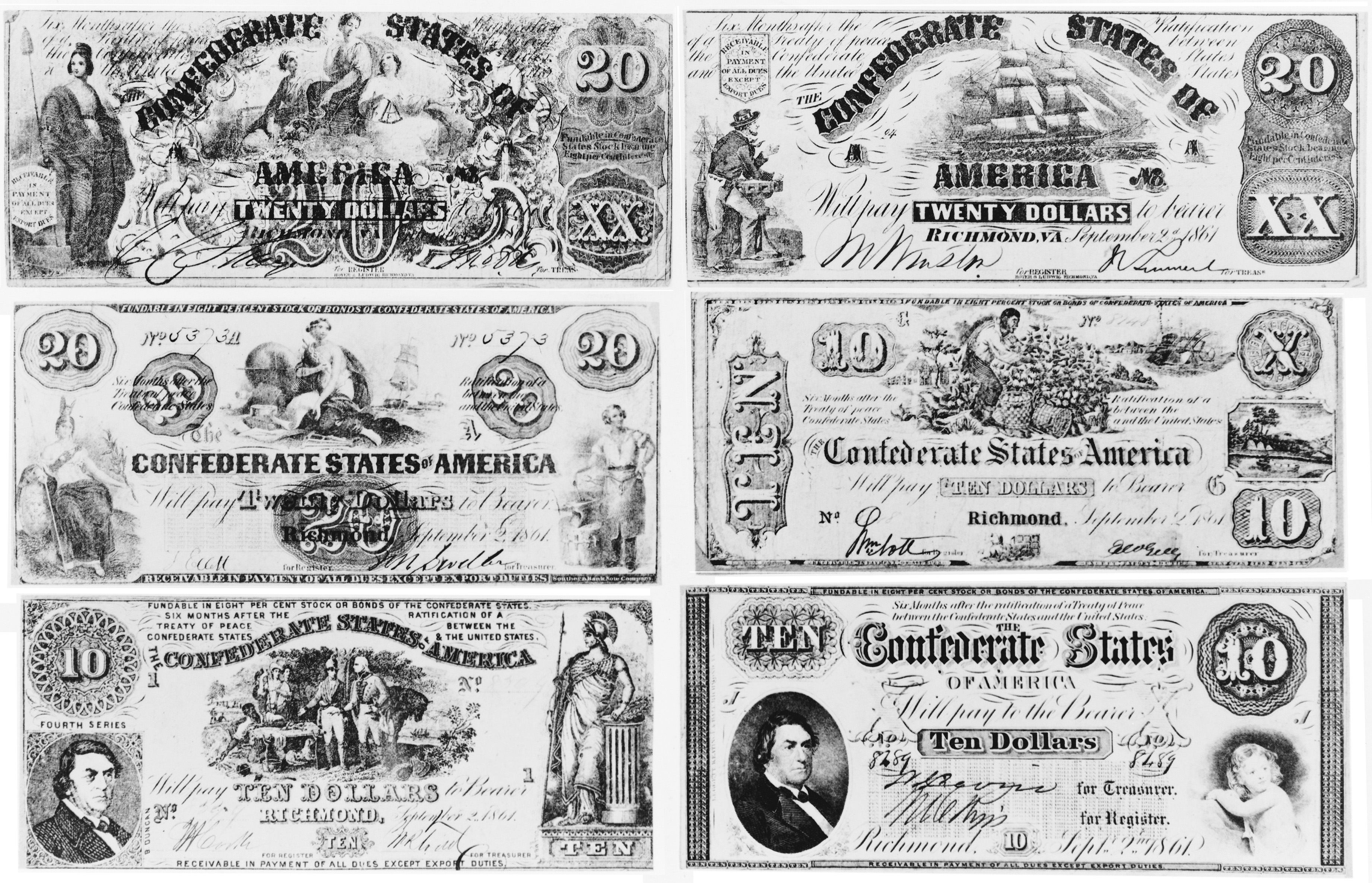
Banconote confederate da 10 e 20 dollari

Al livello economico, oltre alla debolezza della sua industria e della sua logistica, che impedirono un buon approvvigionamento delle sue forze armate e della sua popolazione, la quale conobbe gravi situazioni di penuria sia materiale sia alimentare, la Confederazione commise un errore strategico enorme bloccando l'esportazione del "Re Cotone" per tentare di fare pressione sul Regno Unito e sulla Francia. In effetti l'industria tessile faceva vivere all'epoca rispettivamente cinque milioni e un milione di persone in questi paesi.
La Confederazione infatti non solo non ottenne un forte appoggio politico dall'Europa, ma perse completamente i propri mercati oltreoceano, che si rivolsero ad altre fonti, principalmente l'India e il Brasile. Tale perdita avrebbe avuto poi conseguenze pressoché irreparabili anche nel dopoguerra. Un severo blocco della Marina USA che catturò 1 551 bastimenti commerciali e ne distrusse 355, combinato con la perdita dei collegamenti terrestri con il Messico, a seguito della caduta di Vicksburg, fece sì che il paese dovesse vivere quasi in autarchia.
Il prezzo dell'articolo di lusso o di manifattura era proibitivo. Nel 1864, quando la paga mensile di un soldato era di 18 $ e quella di un generale di 200 $, uno spazzolino da denti costava 8 $, un coltello tascabile o una libbra di caffè 18 $ e un paio di guanti da signora 33 $. L'economia alla fine del conflitto era compromessa ed era tornato in voga un sistema di baratto.
Nella società meridionale vi furono diverse sommosse per il pane, capeggiate dalle donne bianche delle città, rimaste schiacciate dal carovita e prive del sostegno dei mariti, andati a fare la guerra: il risentimento fu molto forte anche perché molti ricchi erano riusciti a evadere i loro doveri della coscrizione pagando un sostituto, oppure erano stati nominati ufficiali e "oziavano" in allegre compagnie in sfarzosi stati maggiori, che caratterizzavano la vita sociale delle grandi città del Sud.
Il Nord vide invece rinforzarsi la sua industria per soddisfare lo sforzo di guerra e proseguire l'opera di sviluppo del paese avviato prima della guerra, e i vasti campi di grano degli Stati del Midwest avevano salvato la bilancia commerciale moltiplicando per trenta le loro esportazioni verso l'Europa passando da 90 000 quarter (circa 19500 tonnellate) nel 1859 a più di 3 milioni (circa 650 000 tonnellate) nel 1863. Le sommosse contro la guerra furono poche, anche se fu particolarmente clamorosa quella di New York.

#### Costo complessivo della guerra
Secondo un recente studio (aprile 2006) del Center for Strategic and Budgetary Assessment, centro di ricerca indipendente, la spesa complessiva, in valore attualizzato, sostenuta dalle due parti per la guerra fu di 69 miliardi di dollari, pari a circa 13 miliardi l'anno: per confronto la prima guerra mondiale, durata per gli Stati Uniti solo due anni, costò 106 miliardi di dollari l'anno e la guerra del Vietnam, durata nove anni, 61 miliardi di dollari l'anno.

## Esercito dell'Unione
Union Army (anche Northern Army o Federal Army) indicava le forze armate terrestri dell'Unione, o Federazione, o più brevemente Nord, nel corso della guerra di secessione americana, che lo vide contrapposto a quello della CSA (Confederate States of America), o Confederazione.
L'esercito terrestre dell'Unione era diviso in armate che prendevano spesso il nome dai fiumi dell'area in cui operavano, come Armata del Potomac, Armata del James o Armata del Tennessee.

### La formazione
Allo scoppio della guerra di secessione americana nell'aprile del 1861, l'Esercito statunitense consisteva di dieci reggimenti di fanteria, quattro di artiglieria, due di cavalleria, due di dragoni e uno di fanteria montata. Questi reggimenti avevano ampi vuoti. Delle 197 compagnie dell'esercito 179 presidiavano 79 avamposti isolati nel West e le rimanenti diciotto erano di guarnigione a est del fiume Mississippi, la maggioranza lungo il confine canadese e lungo la costa atlantica. La forza effettiva era di soli 16000 uomini, anche perché numerosi soldati e alcuni ufficiali originari degli Stati del Sud, il cosiddetto Dixieland, avevano già rassegnato le proprie dimissioni e raggiunto il nuovo esercito confederato (o sudista).
Con la secessione degli Stati del Sud e la drastica diminuzione di volontari nelle forze armate di terra, il Presidente Abraham Lincoln chiese agli Stati dell'Unione di arruolare 75000 uomini per tre mesi per porre fine all'insurrezione del Sud. La guerra avrebbe dimostrato di essere più lunga e più grave di quanto ognuno si sarebbe potuto aspettare e il 22 luglio 1861, il Congresso autorizzò la levata di un esercito volontario di 500000 uomini. Fu proprio questa chiamata federale alle armi che incitò quattro nuovi Stati del Sud a secedere, rafforzando la Confederazione che così contò undici Stati.
Da principio alla chiamata di volontari risposero più volentieri i patrioti del Nord, gli abolizionisti e anche entusiasti immigrati che si arruolarono nella speranza di una paga stabile e di razioni alimentari. Più di 10000 tedeschi degli Stati di New York e della Pennsylvania immediatamente risposero all'appello di Lincoln e i francesi furono fra coloro che più celermente si arruolarono. Numerosi e ancora oggi tra i più celebri furono i volontari irlandesi, sia immigrati economici, sia esuli politici, che costituirono intere Brigate su base etnica, alcuni mossi anche dalla volontà di forgiarsi all'arte della guerra in vista di futuri scontri sul suolo natio, e che malauguratamente dovettero battersi contro formazioni di conterranei schieratisi con pari entusiasmo con la CSA.
Quanto più ci fu necessità di ulteriori arruolamenti, tanto più decrebbe il numero di entusiasti volontari, crescendo viceversa la consapevolezza che la guerra sarebbe stata lunga e particolarmente cruenta, visto il numero di caduti e la gravità dei feriti e soprattutto mutilati che giungevano dal fronte. Nondimeno, fra l'aprile 1861 e l'aprile 1865, almeno due milioni e mezzo di uomini servirono nell'Esercito dell'Unione, molti dei quali volontari. Ma si ricorse anche alla coscrizione obbligatoria mediante sorteggio. I provvedimenti che consentivano agli abbienti di riscattarsi economicamente dalla medesima pagando il soldo di un altro coscritto portarono nel 1863 a violente rivolte di piazza represse nel sangue.
È un diffuso quanto reiterato errore sostenere che il Sud avrebbe tratto il suo iniziale vantaggio da un ampio esodo di ufficiali di carriera verso l'esercito confederato. Infatti su 824 ufficiali formatisi all'Accademia Militare e rimasti in servizio, solo 296 rassegnarono le proprie dimissioni o furono collocati a riposo e di essi solo 184 raggiunsero le file confederate. Mentre di circa altri 900 ufficiali usciti da West Point e poi tornati alla vita civile (per lo più di famiglia agiata che aveva scelto la formazione militare per censo o tradizione), 114 si fecero reintegrare nell'esercito unionista e solo 99 entrarono in quello confederato. Pertanto il rapporto fra ufficiali di formazione accademica fu 754 per l'Unione contro 283 per la Confederazione (uno dei dimissionari fu proprio Robert E. Lee, che aveva ricevuto da poco la proposta di comandare l'intero esercito unionista e che accettò invece il comando delle forze della Virginia per "patriottismo virginiano" e successivamente avrebbe comandato tutte le forze armate confederate fino alla fine della guerra).
Il Sud fu semmai avvantaggiato nel reclutare i cadetti di numerose altre scuole militari presenti sul suo territorio, come The Citadel e l'Istituto Militare della Virginia (VMI), che sfornarono comunque un numero tutto sommato esiguo di ufficiali.

### Unità
- Armata - Contava vari Corpi d'Armata ed era comandata da un maggior generale.
- Corpo d'Armata – contava da 12 000 a 14 000 uomini, composto in media da tre divisioni ed era comandato da un generale.
- Divisione – Contava da 3 000 a 7 000 uomini, composta in media da tre brigate ed era comandata da un generale.
- Brigata – Contava da 800 a 1 700 uomini, composta in media da quattro reggimenti ed era comandata da un brigadier generale.
- Reggimento – Contava da 350 a 400 uomini, composto in media da dieci compagnie ed era comandato da un colonnello.
- Compagnia – Contava da 34 a 40 uomini ed era comandata da un capitano.

#### Unità maggiori
L'Esercito dell'Unione fu composto da numerose unità maggiori, la maggioranza delle quali divise in Dipartimenti, organizzati geograficamente, e Armate, che assumevano nomi geografici ma che potevano operare su aree più ampie. Ognuna di questa unità maggiori fu di norma comandata da un maggior generale. Vi fu una tendenza generale a chiamare gli eserciti unionisti facendo riferimento a importanti fiumi o corsi d'acqua presenti nelle rispettive aree operative, sebbene esistano alcune eccezioni, mentre gli eserciti della Confederazione erano in genere chiamati in base agli Stati in cui agivano normalmente, sebbene includessero unità minori che pure portavano nomi geografici in alternativa a quelli del loro comandante. Un esempio la Missouri Irish Brigade, nota anche come Lelly's Brigade, che brigata non era ma poco più di un battaglione di volontari irlandesi confederati, oggi fonte di confusione per gli appassionati di storia.
Alcune delle principali unità furono:
- Armata del Cumberland
- Armata del Mississippi
- Armata dell'Ohio
- Armata del Potomac, la maggiore sul Fronte Orientale
- Armata del Tennessee
- Armata della Virginia
- Armata della Georgia
- Armata del Sudovest
- Dipartimento del Pacifico
- Dipartimento di Washington

L'esercito regolare, un termine che si usa per individuare l'esercito permanente degli USA, fu sovente mescolato a varie unità e formazioni di diverso status dell'Esercito dell'Unione. Questa forza fu abbastanza ridotta rispetto a quella massicciamente costituita dalle forze volontarie che costituivano il grosso dell'Esercito dell'Unione.

### Comandanti
Numerosi uomini servirono come comandanti in capo dell'Esercito dell'Unione nel corso della sua esistenza:
- Winfield Scott: 5 luglio 1841 – 1º novembre 1861
- George McClellan: 1º novembre 1861 – 11 marzo 1862
- Henry Halleck: 23 luglio 1862 – 9 marzo 1864
- Ulysses S. Grant: 9 marzo 1864 – 4 marzo 1869

(Il periodo che va dall'11 marzo 1862 al 23 luglio 1862 fu coperto dal diretto controllo dell'esercito da parte del presidente Lincoln e del suo Segretario alla guerra Edwin McMasters Stanton, con l'ausilio di un ufficioso "War Board" che fu istituito il 7 marzo 1862. Il board comprendeva Ethan A. Hitchcock, Presidente, con i responsabili degli Uffici del Ministero della Guerra Lorenzo Thomas, Montgomery C. Meigs, Joseph G. Totten, James W. Ripley e Joseph P. Taylor).
Scott era un veterano anziano della guerra messico-statunitense e non avrebbe potuto assolvere effettivamente ai suoi doveri. La guerra non andò bene per l'Unione nei primi due anni, e molte persone criticavano l'eccessiva prudenza e la scarsa strategia del successore di Scott, il magg. gen. McClellan. McClellan condusse la disastrosa Campagna peninsulare e fu sostituito da Halleck come comandante generale.
Per quanto fosse assai popolare fra i suoi soldati McClellan fu rilevato dal comando per la sua eccessiva cautela e la sua spigolosa relazione con il comandante in capo, il presidente Lincoln. Halleck arrivò con credenziali di tutto rispetto per i successi conseguiti sul Fronte Occidentale, ma fu più un amministratore che un pianificatore stratega e un comandante.
Ulysses Grant fu il comandante finale dell'Esercito dell'Unione. Era già famoso per le sue vittorie nel West quando era stato promosso tenente generale e comandante generale dell'Esercito dell'Unione nel marzo 1864. Grant supervisionò l'Armata del Potomac (che formalmente era comandata dal suo subordinato, il magg. gen. George G. Meade) per portare il colpo finale da assestare alla Confederazione con numerose dure battaglie decisive in Virginia, riuscendo infine a conquistare la stessa capitale confederata, Richmond, subentrata in tal ruolo a Montgomery.
Egli sviluppò una strategia militare di azioni coordinate e simultanee contro ampie parti delle forze confederate, la più importante delle quali fu la "Marcia verso il mare di Sherman e la Campagna delle Caroline messe in atto da William Tecumseh Sherman oltre alla Campagna della Valle dello Shenandoah (1864) di Philip Henry Sheridan. Queste campagne furono caratterizzate da un'altra strategia messa a punto da Grant: impedire al nemico i rifornimenti con la distruzione su vasta scala delle sue fabbriche e industrie.
Grant ricevette critiche per le atrocità commesse in tali azioni e l'alto numero di caduti e feriti che l'Esercito dell'Unione aveva subito mentre era in carica, ma Lincoln non volle mai rilevarlo dal comando asserendo: «Non posso cambiare quest'uomo. Egli combatte».

### Ranghi e gradi
| Struttura dei ranghi degli ufficiali | Struttura dei ranghi degli ufficiali | Struttura dei ranghi degli ufficiali | Struttura dei ranghi degli ufficiali | Struttura dei ranghi degli ufficiali | Struttura dei ranghi degli ufficiali | Struttura dei ranghi degli ufficiali | Struttura dei ranghi degli ufficiali | Struttura dei ranghi degli ufficiali | Struttura dei ranghi degli ufficiali | Struttura dei ranghi degli ufficiali |
| Tenente generale                     | Maggior generale                     | Brigadier generale                   | Colonnello                           | Tenente colonnello                   | Maggiore                             | Capitano                             | Primo tenente                        | Secondo tenente                      |                                      |                                      |
| ------------------------------------ | ------------------------------------ | ------------------------------------ | ------------------------------------ | ------------------------------------ | ------------------------------------ | ------------------------------------ | ------------------------------------ | ------------------------------------ | ------------------------------------ | ------------------------------------ |

Il colore dei gradi dei sottufficiali cambiava a seconda del tipo di unità.
- Azzurro: fanteria
- Rosso: artiglieria
- Oro: cavalleria

| Struttura dei ranghi dei sottoufficiali | Struttura dei ranghi dei sottoufficiali | Struttura dei ranghi dei sottoufficiali | Struttura dei ranghi dei sottoufficiali | Struttura dei ranghi dei sottoufficiali | Struttura dei ranghi dei sottoufficiali | Struttura dei ranghi dei sottoufficiali | Struttura dei ranghi dei sottoufficiali | Struttura dei ranghi dei sottoufficiali | Struttura dei ranghi dei sottoufficiali | Struttura dei ranghi dei sottoufficiali |
| Sergente maggiore                       | Sergente quartiermastro                 | Sergente d'ordinanza                    | Primo sergente                          | Sergente                                | Caporale                                | Musicista                               | Soldato                                 |                                         |                                         |                                         |
|                                         |                                         |                                         |                                         |                                         |                                         | Nessuna insegna                         |                                         |                                         |                                         |                                         |
| --------------------------------------- | --------------------------------------- | --------------------------------------- | --------------------------------------- | --------------------------------------- | --------------------------------------- | --------------------------------------- | --------------------------------------- | --------------------------------------- | --------------------------------------- | --------------------------------------- |

### Equipaggiamento
Il tipico soldato di fanteria aveva a disposizione un fucile a colpo singolo con annessa una baionetta che poteva essere fissata al fucile per il combattimento corpo a corpo. Gli ufficiali avevano una sciabola e un revolver. Con l'avanzare della guerra si diffusero i fucili a ripetizione. L'artiglieria era composta da cannoni a lungo raggio capaci di sparare proiettili sferici di metallo.

### Gruppi etnici nell'Esercito dell'Unione
Il soldato semplice Samuel K. Wilson (1841-1865), fanteria volontaria dell'Illinois (1862). La "Garibaldi Guard" sfila di fronte al presidente Lincoln nel 1861.
L'Esercito dell'Unione comprendeva numerosi differenti gruppi etnici, incluso un alto numero di immigrati. Circa il 25% della popolazione bianca che servì nell'Esercito dell'Unione era di origine forestiera.
Su circa 2,2 milioni di soldati unionisti

- 1 milione (45,4% del totale dei soldati unionisti) era d'origine britannica.
- 516000 (23,4% del totale dei soldati unionisti) erano di origine tedesca; circa 216000 erano nati in Germania.
- 210000 (9,5% del totale dei soldati unionisti) era afroamericana. Metà erano affrancati che vivevano nel Nord e metà erano stati schiavi o erano fuggitivi del Sud. Essi servirono in oltre 160 reggimenti di colore. Uno di questi è stato protagonista del film Glory - Uomini di gloria.
- 200000 (9,1% del totale dei soldati unionisti) erano d'origine irlandese.
- 90000 (4,1% del totale dei soldati unionisti) erano d'origine olandese.
- 50000 (2,3% del totale dei soldati unionisti) erano nati in Canada.
- 50000 (2.3% del totale dei soldati unionisti) erano nati in Inghilterra.
- 40000 (1,8% del totale dei soldati unionisti) erano francesi o canadesi di lingua francese. Circa metà era nata in America, l'altra metà in Québec.
- 20000 (0,9% del totale dei soldati unionisti) erano scandinavi: d'origine (norvegese, svedese e danese).
- 7000 erano d'origine italiana.
- 7000 erano d'origine ebraica.
- 6000 erano d'origine messicana.
- 5000 erano d'origine polacca
- 4000 erano nativi nordamericani
- varie centinaia erano d'origine: ungherese, portoghese, cinese, indiana (nati in India) e di altre nazionalità.

Molti soldati immigrati costituirono propri reggimenti, come gli Swiss Rifles (15º Missouri); le Gardes Lafayette (55º New York); la Garibaldi Guard (39º New York); la Martinez Militia (1º New Mexico); la Polish Legion (58º New York); i German Rangers (52º New York) e lo Scandinavian Regiment (15º Wisconsin). Ma per la gran parte i soldati d'origine straniera fu sparpagliata singolarmente tra le varie unità.
A paragone l'Esercito della Confederazione non fu troppo diverso. Il 91% dei soldati confederati era di lontana origine anglo-irlandese e solo il 9% era di origine straniera.

## Esercito confederato

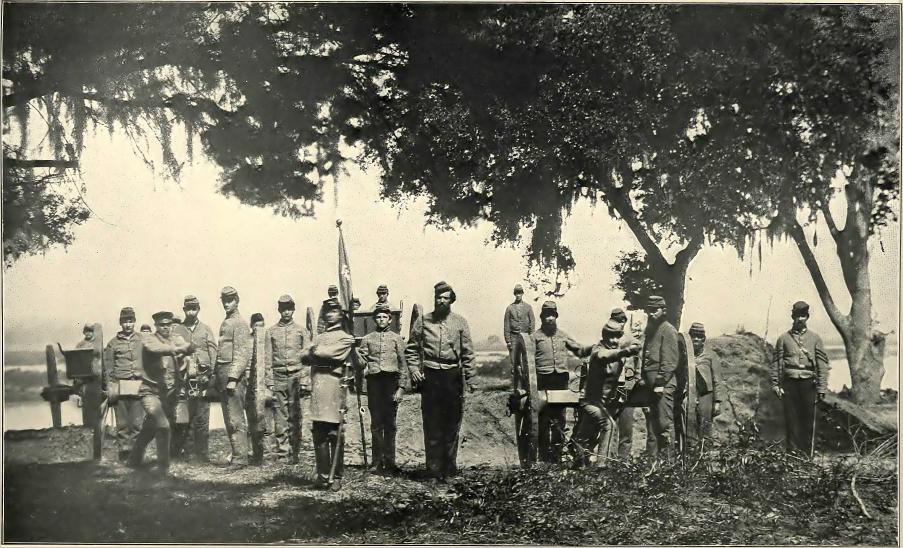
Artiglieri confederati difendono Charleston, 1863

Formatosi nel 1861, vide nelle proprie file soprattutto uomini della Virginia, che in buona parte non erano militari di professione. Gli ufficiali generali erano invece di grande esperienza militare, provenendo quasi tutti dall'accademia di West Point.

### Unità
- Armata (Army)
- Corpo d'Armata (Corps)
- Divisione (Division, Div)
- Brigata (Brigade, Bde)
- Legione (Legion, Leg)
- Reggimento (Regiment, Rgt)
- Battaglione
- Compagnia

### Comandanti
- Samuel Cooper (ispettore generale)
- Robert E. Lee (negli ultimi mesi del conflitto fu Comandante in capo delle truppe confederate)
- Albert Sidney Johnston (caduto in combattimento nel 1862)
- Joseph E. Johnston
- Pierre Gustave Toutant de Beauregard
- Braxton Bragg (dal 1862)
- Edmund Kirby Smith (dal 1864)

### Equipaggiamento

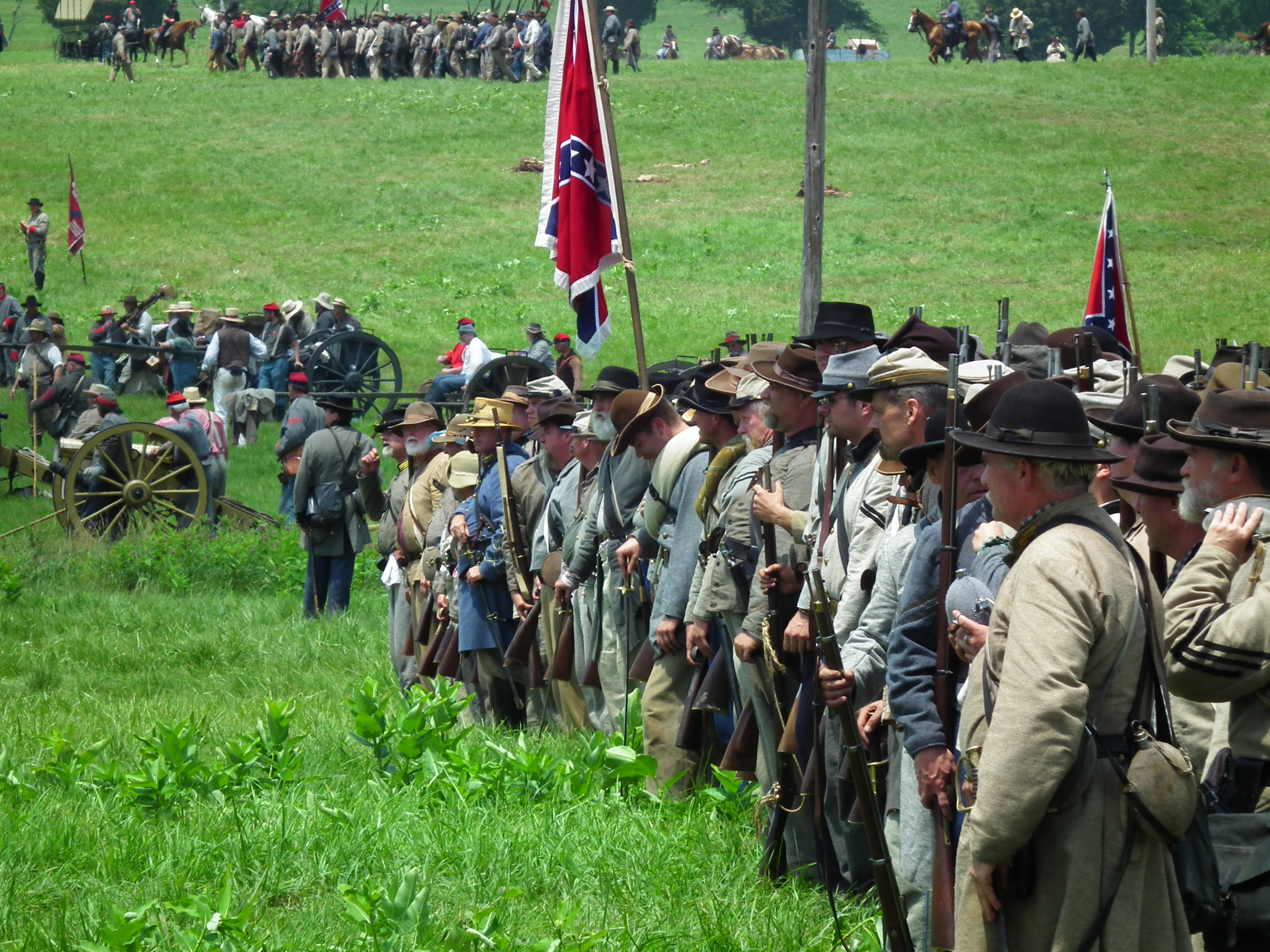
Soldati confederati in una rievocazione storica della battaglia di Gettysburg

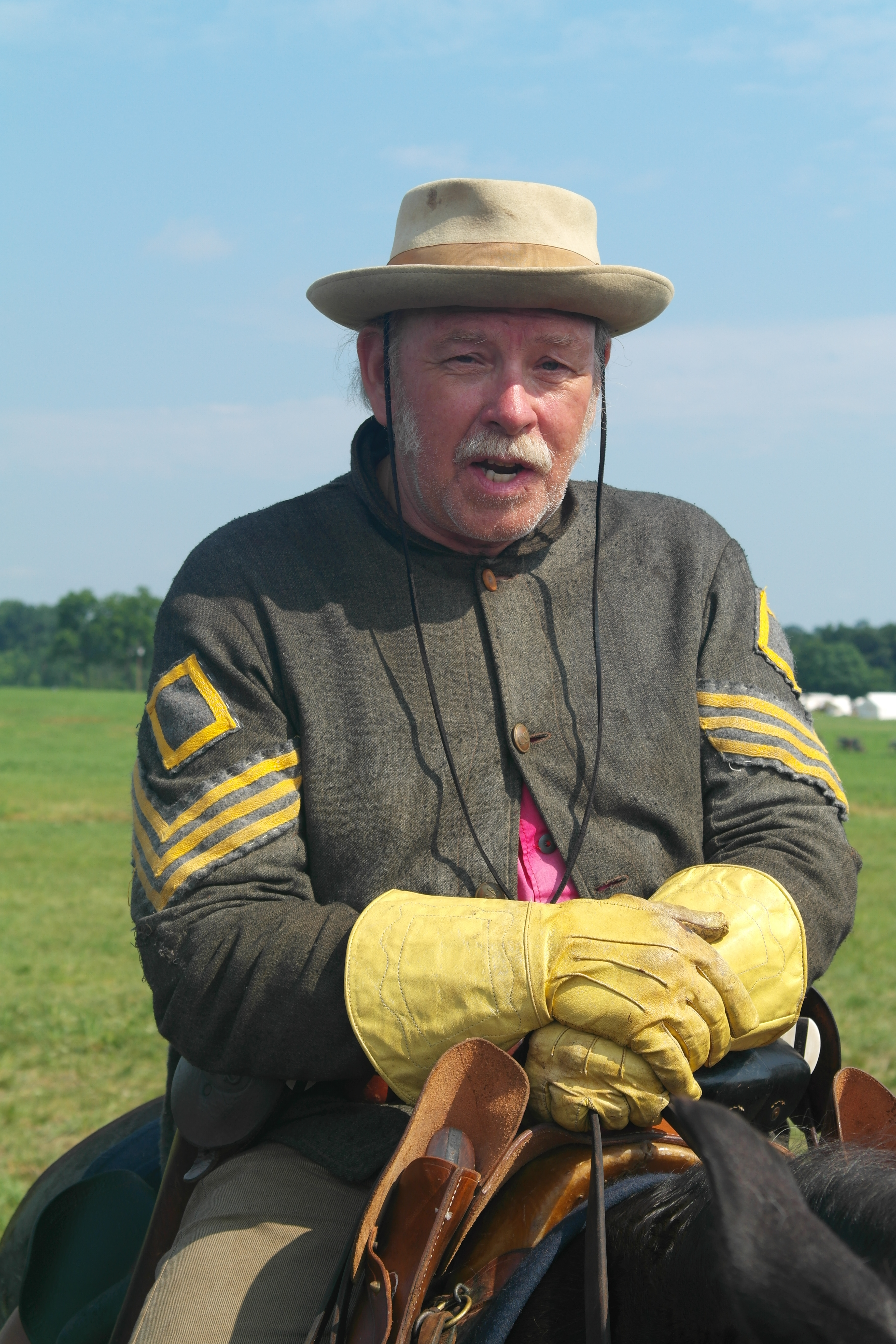
Primo sergente -sottufficiale confederato (rievocazione storica)

Nonostante la mancanza di equipaggiamenti standardizzati, ufficialmente l'equipaggiamento era il seguente:
- giubba grigia, pantaloni celesti, berretto grigio con una fascia azzurra;
- fucili:
  - moschetto rigato Springfield Model 1861
  - moschetto rigato modello Pattern 1853 Enfield (molto preciso fino a 700 m);
  - moschetti napoleonici a canna liscia;
- furono impiegate anche molte armi civili, come fucili da caccia a due canne e fucili Kentucky a canna rigata. E ovviamente tutte le armi moderne catturate ai nordisti.
- ghette in cuoio, portate sotto i pantaloni;
- cannoni napoleonici a canna liscia;

Le divise degli ufficiali erano composte da:
- giubba grigia con bordature in oro alle maniche;
- cappello nero a larga falda (stile cowboy) con una piuma sulla parte sinistra, ma non era infrequente l'uso di chepì;
- guanti bianchi;
- stivali e pantaloni neri;
- gli ufficiali sudisti erano armati con revolver come quelli nordisti, ma i modelli spesso differivano;
- le copie sudiste dei revolver Colt modello 1851 "Navy" erano molto comuni;
- il revolver Le Mat, progettato da un americano ma costruito in Francia, aveva un tamburo a nove colpi e una seconda canna caricata a pallini;
- i revolver inglesi Kerr, Adams e Tranter furono anch'essi diffusi.

Come già detto, spesso i soldati non vestivano le uniformi regolamentari, perché poche navi riuscirono a superare il blocco dalle imbarcazioni nordiste. D'altra parte gli ufficiali vestivano abiti di tipo ottocentesco, confezionati dai loro sarti privati.

## Diserzioni e insubordinazioni
La diserzione costituì un grosso problema nella guerra di secessione per entrambe le parti in lotta. Le corvée giornaliere, le marce forzate, la sete, il caldo soffocante, le malattie, i ritardi nella paga, le preoccupazioni destate dalle famiglie lontane, l'impazienza per la monotonia e l'inutilità del servizio inattivo, il panico nel cuore degli scontri, la stanchezza per una guerra dai contorni e dagli esiti non scontati, la mancanza di fiducia nei comandanti, spesso inadeguati al loro compito e lo scoraggiamento in seguito alle disfatte (specialmente agli inizi della guerra nelle file dell'Unione), tutto ciò abbassò il morale dell'Esercito dell'Unione e accrebbe le diserzioni.
Nel 1861 e nel 1862 la guerra volgeva male per l'Esercito dell'Unione e si ebbero, secondo alcuni calcoli, circa 180000 diserzioni. Nel 1863 e nel 1864, i due anni più accaniti della guerra, l'Esercito dell'Unione soffrì più di 200 diserzioni al giorno, per un totale di 150000 diserzioni per questi due anni. Questo portò il numero complessivo di disertori dell'Esercito dell'Unione per i primi quattro anni di guerra a circa 350000 unità. Facendo affidamento su questi numeri, il 15% di soldati unionisti disertò da qualche parte nel corso della guerra. Numeri ufficiali parlano di "soli" 200000 disertori unionisti per l'intero conflitto, ovvero circa l'8% dei soldati dell'Unione. Si stima che 1 disertore su 3 sia tornato al suo reggimento, o volontariamente o dopo essere stato arrestato e quindi riassegnato alle unità combattenti.
Di tutti i gruppi etnici dell'Esercito dell'Unione gli irlandesi ebbero di gran lunga il numero più alto di disertori. Secondo alcune cronache essi disertarono con un tasso 30 volte maggiore dei nativi americani.
Gli irlandesi furono anche fra i maggiori protagonisti della famosa "Insubordinazione" del 1863 (nel film Gangs of New York vi è una rappresentazione di tale evento). Come conseguenza dell'Atto di arruolamento, disordini esplosero in numerose città del Nord, i più gravi dei quali furono quelli di New York. Una folla composta principalmente da immigrati irlandesi compì disordini nell'estate del 1863, con punte di maggior violenza nel mese di luglio. La massa appiccò il fuoco a ogni cosa, dalle chiese afroamericane agli orfanotrofi e agli uffici del The New York Tribune. Le principali vittime dei disordini furono afroamericani e attivisti del movimento anti-schiavista. Alla fine l'Esercito dell'Unione fu inviato sul luogo e aprì il fuoco per impedire ulteriori violenze e per fermare i tumulti. Quando la sommossa finì più di mille persone erano state uccise o ferite.

## Diplomazia
Benché la Confederazione sperasse che il Regno Unito e la Francia si sarebbero uniti a loro contro l'Unione, ciò non fu mai nemmeno probabile e così cercarono di spingere le due potenze europee a lavorare come mediatori.
Lincoln e il segretario di Stato William H. Seward bloccarono questa possibilità minacciando ritorsioni militari se un paese estero avesse riconosciuto ufficialmente l'esistenza degli Stati Confederati d'America. Nel 1861, i sudisti intrapresero un embargo volontario sulle loro esportazioni di cotone, nella speranza di indurre una depressione economica in Europa che avrebbe spinto il Regno Unito a entrare in guerra, ma ciò non si verificò. Al contrario l'Europa trovò altri fornitori di cotone, un fatto che poi ostacolò ulteriormente il recupero degli Stati del Sud alla fine della guerra.

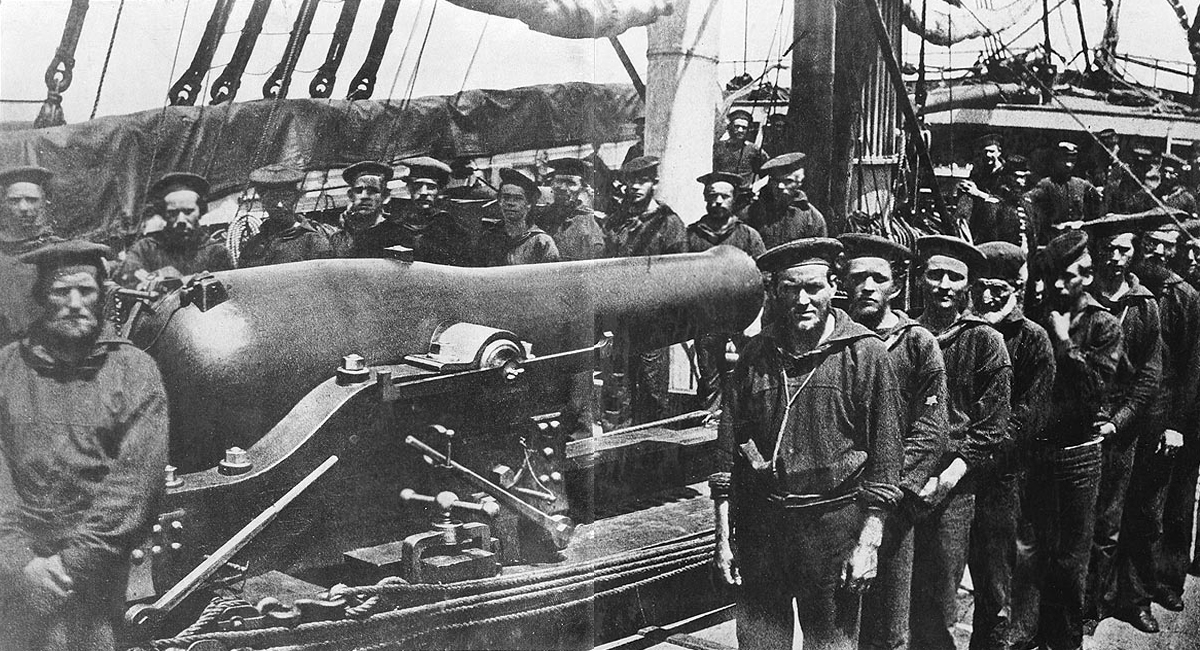
Membri dell'equipaggio del USS Wissahickon in posa con un cannone da 280 mm, circa 1863

I tentativi di utilizzare le esportazioni di cotone come un mezzo per ottenere il sostegno europeo si rivelò un totale fallimento, mentre i cattivi raccolti europei del 1860-61 resero le esportazioni di grano dal Nord America di importanza fondamentale, creando un ulteriore vantaggio economico per l'Unione. Inoltre, tutto ciò contribuì a spostare il sostegno dell'opinione pubblica degli europei più lontano dalla Confederazione. È stato detto che "il re del grano era più potente del re del cotone", e il grano degli Stati Uniti passò da rappresentare un quarto dell'importazione britannica a quasi la metà. Nello stesso tempo, la guerra aveva creato, in Gran Bretagna, opportunità economiche per i produttori di armi, per gli operai siderurgici e per gli armatori di navi.
Nel 1861 la politica estera di Lincoln si dimostrò carente all'opinione pubblica europea. I diplomatici spiegarono che la guerra negli Stati Uniti non era stata iniziata per la fine della schiavitù, ma ripeterono argomentazioni basate sull'incostituzionalità della secessione. Il portavoce della Confederazione, d'altra parte, ottenne molto più successo ignorando il tema della schiavitù e concentrandosi invece sulla loro lotta per la libertà, il loro impegno per il libero scambio e il ruolo essenziale del cotone per l'economia europea. Inoltre l'aristocrazia europea (la classe dominante in tutti i principali Paesi) sarebbe stata "assolutamente gioiosa nell'apprendere di una eventuale débâcle statunitense come prova che l'intero esperimento di un governo popolare avesse fallito".
L'ambasciatore statunitense Charles Francis Adams, Sr. nel Regno Unito si rivelò particolarmente abile convincendo i britannici a non sfidare il blocco navale. La Confederazione acquistò diverse navi da guerra da costruttori navali privati britannici (CSS Alabama, CSS Shenandoah, CSS Tennessee, CSS Tallahassee, CSS Florida, fra le altre). Tuttavia, l'opinione pubblica contraria alla schiavitù indusse una certa responsabilità politica nei governanti europei, in particolare in Gran Bretagna la quale, attraverso lo Slavery Abolition Act del 1833, aveva iniziato ad abolire la schiavitù nella maggior parte delle sue colonie dell'impero britannico. Nel novembre del 1861 il Trent Affair causò una crisi: la marina statunitense bloccò la nave inglese Trent che trasportava a bordo due confederati, indignando il primo ministro britannico lord Henry Palmerston, il quale definì l'azione "un insulto acclarato". Egli domandò il rilascio dei due diplomatici e ordinò il trasferimento di altri tremila soldati in Canada. In una lettera alla regina Vittoria datata 5 dicembre 1861 egli scrisse: "La Gran Bretagna è in ottimo stato e gli Stati Uniti presto riceveranno una lezione che non dimenticheranno facilmente".
Tuttavia dopo la sconfitta dei confederati nella battaglia di Antietam nel settembre del 1862 e la successiva proclamazione di emancipazione, Palmerston declinò l'offerta di Napoleone III di Francia di cercare di arbitrare insieme il conflitto. Palmerston comprese quindi la delicata posizione dell'Inghilterra e che il coinvolgimento della nazione in quella guerra non avrebbe apportato nulla di positivo in più e lasciò perdere ogni sostegno o ambizione. A partire dal 1863, la rivolta polacca contro la Russia, distrasse ulteriormente le potenze europee che assicurarono la loro neutralità.

### La vittoria dell'Unione e la fine della guerra
I diplomatici sudisti tentarono di negoziare la pace o anche di giungere a una resa condizionata già da Gettysburg nel luglio 1863, ma i capi nordisti non raccolsero l'invito. L'opinione prevalente fra i responsabili nordisti fu che per l'Esercito dell'Unione ogni alternativa allo sconfiggere sul campo quello della Confederazione sarebbe stata un fallimento e avrebbe lasciato adito alla ripresa di un futuro conflitto.
Le vittorie decisive di Grant portarono Lee, il 9 aprile 1865, ad arrendersi ufficialmente con la sua Armata della Virginia Settentrionale al generale Grant ad Appomattox Court House. La resa fu incondizionata (i giornali del Nord soprannominarono U.S. Grant "Unconditional Surrender" Grant). Malgrado vi fossero altre Armate confederate che dovevano ancora arrendersi nelle settimane successive, come quella di Joseph E. Johnston in Carolina del Nord, questa data è nondimeno il simbolo della fine della più sanguinosa guerra mai combattuta dagli statunitensi nella loro storia, come della fine dell'esperienza degli Stati Confederati d'America e dell'inizio del lentissimo e - dopo la morte di Lincoln - assai poco generoso processo di Ricostruzione che con le sue modalità punitive e persino persecutorie dei vinti lasciò un lunghissimo strascico di odio verso gli Yankee, di desiderio di rivalsa e creo il substrato per la nascita dei movimenti suprematisti bianchi (quali il Ku Klux Klan) e in seguito la segregazione razziale protrattasi di fatto per oltre un secolo.

## Esito
Le cause della guerra, i motivi che ne decretarono l'esito e il suo stesso nome sono aspetti tuttora oggetto di discussioni. Al termine del conflitto gli Stati del Nord e dell'Ovest videro aumentare la loro prosperità, mentre i ricchi Stati del Sud andarono incontro a un periodo di recessione che perdurò per circa un secolo; il potere politico nazionale dei proprietari di schiavi e dei ricchi meridionali andò quindi a concludersi. Gli storici sono, tuttavia, meno certi circa i risultati della cosiddetta "Era della Ricostruzione" post-bellica, in particolare per quanto riguarda la cittadinanza di seconda classe dei liberati e la loro povertà.
|                    | Anno    | Unione           | Confederazione  |
| ------------------ | ------- | ---------------- | --------------- |
| Popolazione        | 1860    | 22 100 000 (71%) | 9 100 000 (29%) |
| Popolazione        | 1864    | 28 800 000 (90%) | 3 000 000 (10%) |
| Liberi             | 1860    | 21 700 000 (81%) | 5 600 000 (19%) |
| Schiavi            | 1860    | 400 000(11%)     | 3 500 000 (89%) |
| Schiavi            | 1864    | trascurabile     | 1 900 000       |
| Soldati            | 1860–64 | 2 100 000 (67%)  | 1 064 000 (33%) |
| Miglia di ferrovia | 1860    | 21 800 (71%)     | 8 800 (29%)     |
| Miglia di ferrovia | 1864    | 29 100 (98%)     | trascurabile    |
| Fabbriche          | 1860    | 90%              | 10%             |
| Fabbriche          | 1864    | 98%              | trascurabile    |
| Produzione di armi | 1860    | 97%              | 3%              |
| Produzione di armi | 1864    | 98%              | trascurabile    |
| Balle di cotone    | 1860    | trascurabile     | 4 500 000       |
| Balle di cotone    | 1864    | 300 000          | trascurabile    |
| Esportazioni       | 1860    | 30%              | 70%             |
| Esportazioni       | 1864    | 98%              | trascurabile    |

Gli storici hanno discusso anche se la Confederazione avesse avuto delle concrete possibilità di vincere il conflitto o meno. La maggior parte degli studiosi, come James McPherson, sostengono che la vittoria confederata fosse in realtà possibile. McPherson sostiene che il vantaggio del Nord per quanto riguarda la popolazione e le risorse rese la loro vittoria più probabile ma non garantita fin dall'inizio. Egli sostiene anche, che se la Confederazione avesse combattuto usando tattiche non convenzionali, avrebbe potuto resistere più a lungo, tanto da esaurire le forze dell'Unione.
I Confederati non avevano bisogno di invadere e mantenere del territorio nemico per vincere, ma necessitavano solo di combattere una guerra difensiva al fine di convincere il Nord che il costo della vittoria fosse troppo alto. Il Nord, d'altro canto, aveva bisogno di conquistare e mantenere vaste distese di territorio nemico e sconfiggere gli eserciti confederati per cogliere la vittoria. Lincoln non era un dittatore militare e poteva continuare a combattere la guerra solo fino a quando la popolazione americana lo avesse sostenuto. La Confederazione cercò di ottenere l'indipendenza estromettendo Lincoln; tuttavia, dopo la caduta di Atlanta e la sconfitta di McClellan alle elezioni del 1864, tutte le speranze per una vittoria politica per il Sud svanirono. A quel punto Lincoln aveva assicurato il sostegno dei Repubblicani, dei Democratici favorevoli alla guerra, degli Stati di confine, degli schiavi emancipati e della neutralità del Regno Unito e della Francia. Sconfiggendo i Democratici e McClellan, sconfisse anche i Copperheads e le loro proposte di pace.
Molti studiosi sostengono, invece, che l'Unione avesse un vantaggio insormontabile a lungo termine rispetto alla Confederazione per quanto riguarda la forza industriale e il numero della popolazione; essi sostengono che le azioni dei Confederati abbiano solo ritardato una sconfitta inevitabile.
Una minoranza di storici ha asserito che la Confederazione sia risultata sconfitta perché, usando le parole di E. Merton, "la popolazione non ha fatto abbastanza e non abbastanza a lungo per vincere". Lo storico marxista Armstead Robinson concordò, aggiungendo che vi fosse la presenza di una lotta di classe nell'esercito Confederato tra i proprietari di schiavi e i non-proprietari, quest'ultimi numericamente in maggioranza. Egli sostiene che i soldati non proprietari erano demotivati nel combattere per preservare la schiavitù, attribuendo le maggiori sconfitte confederate a questo motivo. Tuttavia la maggior parte degli storici respinge tali argomentazioni. James M. McPherson, dopo avere esaminato migliaia di lettere scritte da soldati confederati, riscontrò in esse un forte patriottismo che perseverò fino alla fine, deducendo che essi credettero veramente che stavano combattendo per la libertà e l'indipendenza.
Inoltre sono stati considerati importanti al fine del risultato l'eloquenza di Lincoln in grado di razionalizzare l'obiettivo nazionale e la sua abilità nel mantenere gli Stati di confine impegnati per la causa dell'Unione. Il proclama di emancipazione fu uno strumento efficace dei poteri di guerra del presidente. Il governo confederato fallì nel suo tentativo di ottenere il coinvolgimento degli Stati europei nel conflitto, in particolare del Regno Unito e della Francia. I leader sudisti avevano bisogno dell'aiuto delle potenze europee al fine di spezzare il blocco che l'Unione aveva creato attorno ai porti delle loro città. Il blocco navale voluto da Lincoln si dimostrò efficace al 95% nel fermare i traffici commerciali; di conseguenza, le importazioni e le esportazioni da e verso il Sud diminuirono in modo significativo. L'abbondanza del cotone europeo e la contrarietà del Regno Unito verso la schiavitù furono elementi decisivi che fecero diminuire la possibilità che gli Stati europei entrassero in guerra.

## Perdite umane e costi
La guerra causò almeno 1 030 000 vittime (il 3% della popolazione), di cui circa 620 000 soldati, i due terzi dei quali per colpa delle malattie, e 50 000 civili. Lo storico J. David Hacker dell'Università di Binghamton ritiene che il numero di soldati morti sia di circa 750 000, il 20% superiore rispetto alle stime tradizionali. Per gli statunitensi la guerra di secessione è stato il conflitto più sanguinoso di tutte le guerre combattute dagli Stati Uniti messe insieme.
Sulla base di un censimento del 1860, l'8% di tutti i maschi bianchi di età compresa tra 13 e i 43 anni perirono nella guerra, di cui il 6% al Nord e il 18% al Sud. Circa 56 000 soldati persero la vita nei campi di prigionia durante la guerra. Si stima che circa 60 000 uomini subirono l'amputazione di almeno un arto in battaglia.
I morti dell'esercito dell'Unione, pari al 15% di tutti coloro che servirono nella guerra, è stato così ripartito:
- 110 070 uccisi in azione (67 000) o morti a causa delle ferite (43 000)
- 199 790 sono morti di malattia (il 75% a causa della guerra, i restanti sarebbero morti comunque nella vita civile)
- 24 866 morti nei campi di prigionia confederati
- 9 058 deceduti per incidenti o annegamento
- 15 741 altri decessi o cause sconosciute
- 359 528 decessi in totale.

In aggiunta vi sono stati 4 523 morti tra i marinai (2 112 in battaglia) e 460 nei marines (148 in battaglia).
Le truppe di colore rappresentarono circa il 10% delle vittime nell'Unione, di cui il 15% tra quelli che perirono per malattia ma meno del 3% di coloro che trovarono la morte sul campo di battaglia. Nell'ultimo anno e mezzo le perdite tra gli afroamericani risultarono particolarmente elevate; circa il 20% di tutti gli afroamericani arruolati nelle forze armate perse la vita durante la guerra. In particolare, si riscontra che il tasso di mortalità era significativamente più alto rispetto ai soldati bianchi.

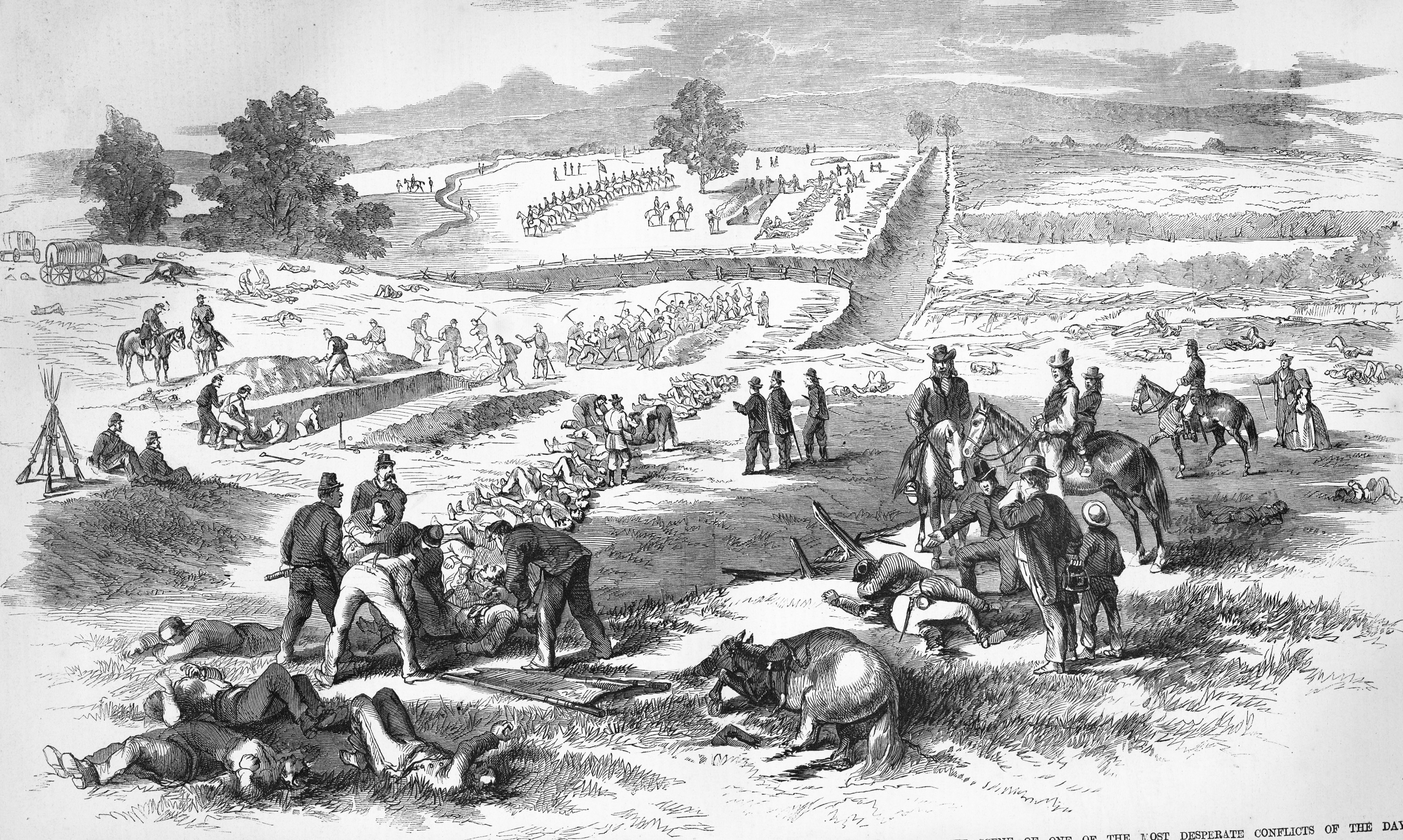
Soldati dell'Unione vengono seppelliti sul campo dopo la battaglia di Antietam, 1862

Nonostante le stime di 360 000 morti tra le file dell'esercito dell'Unione e 260 000 tra quelle dei confederati siano comunemente citate, esse sono ritenute incomplete. Oltre al fatto che molte scomparse di soldati della Confederazione non venivano denunciate poiché le vedove non volevano perdere i benefici economici, entrambi gli eserciti contavano tra i caduti solamente i soldati morti durante il servizio e non le decine di migliaia che sono morti a causa delle ferite e delle malattie. Francesco Amasa Walker, sovrintendente del censimento del 1870, ha utilizzato i dati raccolti e il registro del Surgeon General per stimare un minimo di 500 000 morti tra i soldati dell'Unione e 350 000 morti tra i confederati. Mentre le stime di Walker erano inizialmente considerate errate a causa della presunta sottostima del censimento del 1870, in seguito venne dimostrato che quest'ultimo era impreciso solo del 6,5% e che quindi i dati utilizzati da Walker erano sufficientemente accurati.

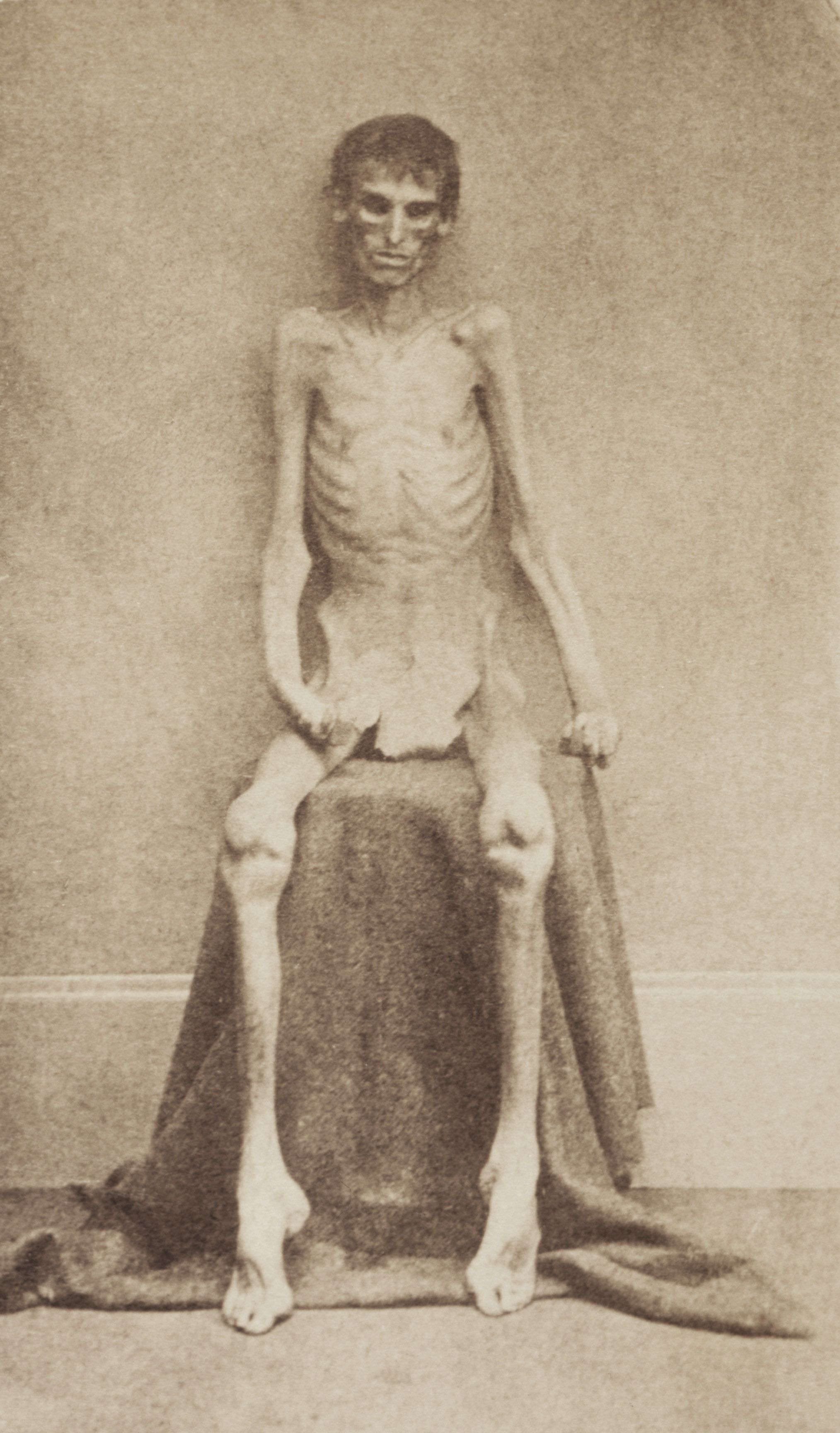
Un soldato dell'Unione al suo rilascio dalla prigione di Andersonville, 1865

Analizzando il numero dei morti e utilizzando i dati del censimento per calcolare la deviazione del tasso di mortalità degli uomini in età da combattimento dalla media, si può stimare che i soldati caduti in guerra siano stati circa 627 000, con un massimo superiore di 888 000 morti, ma molto probabilmente il numero di 761 000 soldati deceduti è il più veritiero.
Le perdite possono essere considerate particolarmente alte, soprattutto se come paragone si considera che la sconfitta del Messico nella guerra messico-statunitense combattuta tra il 1846 e il 1848 ha provocato meno di 2 000 caduti in battaglia e circa 13 000 decessi in generale. Uno dei motivi per l'elevato numero di morti è attribuibile all'uso delle tattiche di battaglia di impronta napoleonica, quali la carica. Con l'avvento di armi da fuoco più precise grazie all'introduzione della canna rigata, della pallottola Minié e (verso la fine della guerra per l'esercito dell'Unione) i fucili a ripetizione, i soldati venivano falciati a file. Ciò portò all'introduzione della guerra di trincea, uno stile di combattimento che ha caratterizzato gran parte della prima guerra mondiale.
La ricchezza accumulata grazie alla schiavitù da parte della Confederazione venne a mancare quando gli eserciti dell'Unione arrivarono e quasi tutti gli schiavi vennero liberati alla proclamazione dell'emancipazione. Gli schiavi abitanti negli Stati di confine e quelli che si trovavano in un certo territorio occupato prima della proclamazione di emancipazione vennero liberati con l'azione dello Stato o (il 6 dicembre 1865) grazie al XIII emendamento della Costituzione degli Stati Uniti.
La guerra distrusse gran parte della ricchezza del Sud. Tutte le obbligazioni confederate accumulate andarono perse; la maggior parte delle banche e delle ferrovie dichiararono bancarotta. Il reddito pro capite degli sconfitti scese a meno del 40% rispetto a quello del Nord, una condizione che durò fino a buona parte del XX secolo. L'influenza degli Stati del Sud nel governo federale degli Stati Uniti, in precedenza notevole, diminuì sensibilmente fino alla seconda metà del secolo successivo. Il recupero a pieno titolo dell'Unione è stata una politica molto controversa seguita nel dopoguerra ed è nota come "Era della Ricostruzione".

## Filmografia parziale
- Nascita di una nazione, di D.W. Griffith (1915)
- Come vinsi la guerra, di Buster Keaton (1926)
- Via col vento (Gone with the wind), di Victor Fleming (1939)
- La prova del fuoco, di John Huston (1951)
- L'albero della vita (Raintree County), di Edward Dmytryk (1957)
- Soldati a cavallo, di John Ford (1959)
- Shenandoah - La valle dell'onore, di Andrew V. McLaglen (1965)
- Una ragione per vivere e una per morire, (1972)
- Il buono, il brutto, il cattivo, di Sergio Leone (1966)
- Jeanie dai lunghi capelli, miniserie animata giapponese (1979)
- Glory - Uomini di gloria (Glory), di Edward Zwick (1989)
- Balla coi lupi, di Kevin Costner (1990)
- Gettysburg, di Ronald F. Maxwell (1993)
- Gods and Generals, di Ronald F. Maxwell (2003)
- Ritorno a Cold Mountain (Cold Mountain), di Anthony Minghella (2003)
- Lincoln, di Steven Spielberg (2012)
- Field of Lost Shoes (2014)
- Free State of Jones (2016)
- South Park (2020)